# Europa
L'Europa (AFI: /euˈrɔpa/) è una regione geografica del mondo, comunemente considerata un continente in base a fattori storico-culturali e geopolitici. Come continente, è l'unico situato interamente nell'emisfero settentrionale (se si considerano le Americhe come un solo continente) e costituisce l'estremità occidentale del supercontinente Eurasia, o anche una delle tre parti (la nord-occidentale) del supercontinente Eurafrasia, che è detto più comunemente "Continente Antico" o "Vecchio Mondo".
È stata la culla della civiltà occidentale, assieme al Medio Oriente. La storia e la cultura europea hanno influenzato notevolmente quelle degli altri continenti, verso i quali, a partire dal XVI secolo, sono state frequenti e massicce le migrazioni, specialmente in America e in Oceania, dove le popolazioni di origine europea sono diventate numericamente maggioritarie rispetto alle popolazioni locali.

## Etimologia

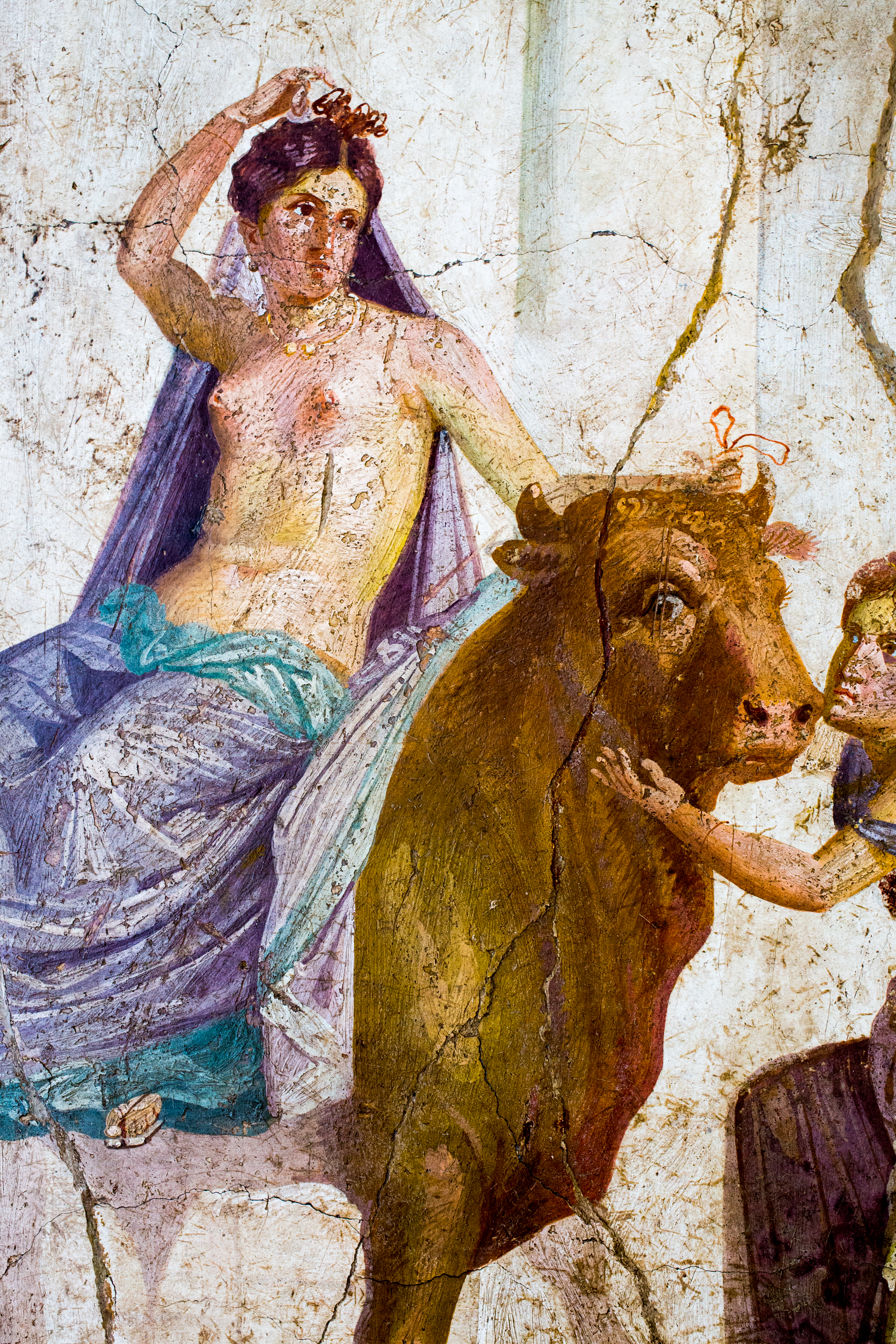
Affresco raffigurante Europa seduta sul dorso di Zeus in forma di toro (da Pompei)

Moneta da due euro greca raffigurante il mito di Europa

### Il mito del ratto di Europa
Nella mitologia greca, il termine geografico "Europa" era fatto derivare da quello della ninfa oceanina Europa, figlia di Oceano o, secondo altri, dall'omonima principessa figlia di Agenore re di Tiro, antica città fenicia. Zeus, invaghitosi di lei, decise di rapirla e si trasformò in uno splendido toro bianco. Mentre coglieva i fiori nei pressi della riva del mare, Europa vide il toro che le si avvicinava. Era un po' spaventata ma il toro si sdraiò ai suoi piedi ed Europa si tranquillizzò.
Vedendo che si lasciava accarezzare, Europa salì sulla groppa del toro, che repentinamente si gettò in mare e la condusse fino a Creta. Zeus si ritrasformò in dio e le rivelò il suo amore. Ebbero tre figli: Minosse, Sarpedonte e Radamanto. Minosse divenne re di Creta e con lui iniziò la civiltà cretese. Il nome Europa, da quel momento, indicò le terre poste a nord del Mar Mediterraneo e ad ovest dell'Anatolia.

### Le ipotesi della derivazione dal greco antico o dal fenicio
Il termine "Europa" deriva sicuramente dal latino Europa, a sua volta derivato dal greco antico Εὐρώπη (Eurṓpē). L'etimologia del termine greco, però, è da sempre oggetto di dibattito tra gli studiosi: ogni ipotesi etimologica è tutt'altro che sicura, e l'origine del nome "Europa" è da considerarsi tuttora ignota; questa incertezza è peraltro un fenomeno comune anche nel caso di numerosissimi altri nomi geografici antichi.
Una diffusa ipotesi etimologica fa derivare il termine dagli elementi εὐρύς (eurus), col significato di "largo, ampio" e ὤψ - ὠπ- - ὀπτ- (ōps / ōp- / opt-) col significato di "occhio, sguardo, volto" e dunque esso avrebbe il significato di "ampio sguardo", in riferimento alla vastità delle terre che si estendevano a nord dell'Egeo e, in seguito, a nord dell'intero Mediterraneo. Furono Anassimandro (VII-VI sec. a.C.) e poi Ecateo di Mileto (VI-V sec. a.C.) a usare il termine in questo senso, descrivendo la Terra divisa in due continenti separati dal Mediterraneo, considerato centro del mondo; secondo la loro descrizione, da una parte l'Europa confinava a nord con le sconosciute regioni iperboree; dall'altra con l'Asia, nella quale erano compresi anche l'Egitto e la Libia.
Un'etimologia alternativa fa derivare invece il termine "Europa" dal termine semitico ereb, con il significato di "occidente", con cui i Fenici indicavano tutti i territori a ovest della loro terra d'origine. Secondo questa ipotesi etimologica, il termine "Europa" sarebbe dunque contrapposto ad "Asia", anch'esso derivante da una voce semitica significante "oriente", e che sarebbe stata usata dai Fenici per indicare tutte le terre a est della loro. Il termine "Europa" indicherebbe quindi le terre poste verso il punto in cui tramonta il Sole e "Asia" le terre poste verso il punto in cui il Sole sorge.

### Allargamento del significato del termine

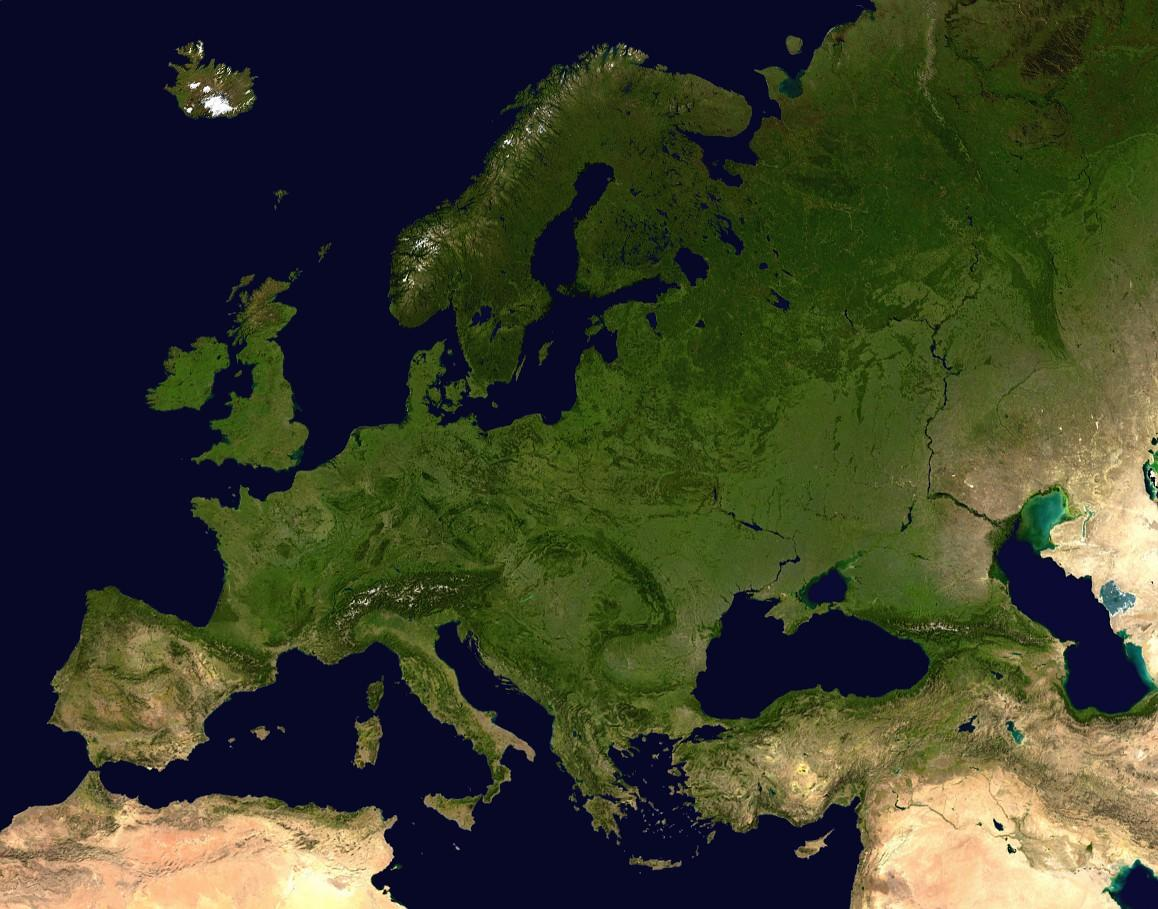
Immagine satellitare dell'Europa

In epoca greca antica, era chiamata "Europa" una regione pianeggiante prospiciente l'Egeo settentrionale, in contrapposizione al montuoso Peloponneso; successivamente il termine fu esteso ad indicare una terra a nord del Mediterraneo, della quale non si conoscevano con esattezza i confini settentrionali e il cui limite orientale era considerato il corso del Tanai (Don).
Negli ultimi decenni dell'età classica greca, Filippo il macedone, padre di Alessandro Magno, si definì primo re d'Europa, un'Europa che andava dall'Adriatico al Danubio, corrispondendo quindi alla penisola balcanica. Per Teopompo «[…] Filippo […] deve regnare su tutta l'Europa». Per Strabone l'Europa di Teopompo ha come confini il Danubio, l'Adriatico e il Mar Nero: «essa si trova a meridione dell'Istro [Danubio] ed è circondata dal mare. Inizia nella parte più interna del mare Adriatico e si estende […] fin a quello Pontico [Mar Nero]». Ancora, Livio racconta che Filippo «era stato preso dalla smania di salire fino alla vetta del monte Emo, credendo alla comune diceria che da essa il panorama si slargasse dal Ponto all'Adriatico, dal Danubio alle Alpi»: è lo stesso monte che salirà Filippo V cento anni dopo la morte del grande Filippo, dal quale osservò l'ideale orizzonte delle sue conquiste. In epoca romana, i termini "Europa" ed "europei" sono citati raramente dagli autori latini.
Nel Medioevo, tra il VI e l'VIII secolo, il termine fu ripreso; la prima testimonianza scritta risale alla fine del VI secolo: l'abate irlandese San Colombano lo citò (tutius Europae) in una delle lettere al papa Gregorio Magno. Anche il monaco Isidoro Pacensis usò il termine per indicare i soldati che sotto la guida di Carlo Martello avevano combattuto a Poitiers (prospiciunt Europenses Arabum tentoria, nescientes cuncta esse pervacua). La battaglia aveva assunto infatti un grande valore simbolico: per Europa si intendeva l'Occidente cristiano, che aveva fermato l'espansione araba. Isidoro aveva quindi usato l'aggettivo "europeo" per attribuire un'identità collettiva ai guerrieri che avevano fermato gli invasori musulmani.
Sempre nel Medioevo, ma all'inizio del IX secolo, nacque una nuova realtà politica, dopo un trentennio di guerre; era il Sacro Romano Impero, che fuse insieme la potenza dei popoli germanici e di quelli celtici con l'eredità di Roma, sotto l'autorità spirituale del sommo pontefice. L'Impero di Carlo Magno comprendeva gran parte dell'Europa occidentale, ebbe una sola lingua scritta ufficiale (il latino), usò una sola moneta e professò una sola religione; per questo, a volte, Carlo Magno è considerato il "padre d'Europa". Altri storici divergono decisamente da quest'idea, considerata anacronistica: secondo essi, l'ideale europeo nascerà molto più tardi, con l'Umanesimo e dunque intorno al XV secolo. In quegli anni papa Pio II scrisse il trattato De Europa, in cui l'Europa appare una realtà presente e nello stesso tempo un ideale da raggiungere. Carlo Magno invece non pensava al futuro ma, al contrario, aveva il suo ideale nel passato, intendendo restaurare l'Impero romano, sia pur illuminato dal cristianesimo.
In Età moderna, con il già ricordato papa Pio II, il termine "Europa" indicò un territorio ancora più esteso verso oriente, fino a comprendere tutti i territori abitati da popoli cristiani, compresi gli Slavi orientali, includendo quindi anche le attuali Ucraina e Bielorussia e il nucleo storico della Russia sino al fiume Don. Dal XVIII secolo finalmente, furono considerate europee tutte le terre tra l'Atlantico, il Mediterraneo, il Mar Glaciale Artico e la catena degli Urali (linea di von Strahlenberg), come si fa ancora oggi.

### Vecchio continente
Dopo l'arrivo di Cristoforo Colombo in America, l'Europa è detta a volte anche Vecchio continente, in contrapposizione al nuovo continente, ossia l'America. Il termine Vecchio continente, però, è anche sinonimo dell'espressione "Continente antico", che comprende anche l'Asia e l'Africa. Solo dal contesto si può capire a quale zona geografica ci si riferisca.

## Storia

### Preistoria
Il passaggio al Neolitico (rivoluzione neolitica) si verificò in Europa a partire dal 7000 a.C. Il processo iniziò dal Medio Oriente, arrivò poi in Grecia e quindi nel Mediterraneo; risalendo il corso del Danubio, investì i Balcani e quindi l'Europa centrale.
Successivamente, dal 5000 a.C. gli Indoeuropei arrivarono nel continente, attraverso la regione a nord del Mar Nero. Queste popolazioni erano dedite principalmente all'allevamento di bovini e alla pastorizia, conoscevano l'uso del carro trainato da buoi e parlavano la lingua proto-indoeuropea, antenata delle moderne lingue europee. La popolazione era divisa in tre classi sociali: guerrieri, sacerdoti e lavoratori; la struttura sociale era gerarchica e patriarcale, con a capo la figura del re. La mitologia indoeuropea era influenzata dal politeismo e dall'attività bellica, ed era trasmessa da cantori di poemi epici.
L'espansione indoeuropea in Europa occidentale vide la fusione con la popolazione stanziale preesistente. Dall'Europa orientale, gli Indoeuropei introdussero la metallurgia del rame e successivamente del bronzo; si deve ad essi anche e la domesticazione del cavallo. Dopo l'invasione indoeuropea, in Europa occidentale si svilupparono i Protocelti e gli Italici; in Europa centrale e orientale nacquero invece i popoli proto-Germani e balto-slavi.

### Età antica
La rivoluzione urbana si diffuse in Europa nel 1600 a.C. quando in Grecia gli Indoeuropei diedero vita a città-stato organizzate attorno a un centro politico-religioso dell'acropoli. Questa civiltà è detta micenea e le sue vicende sono cantate nei poemi omerici. A seguito dell'invasione dei Popoli del Mare nelle coste mediterranee nel 1200 a.C. vi fu una decadenza delle città-stato.
Trascorso il Medioevo ellenico seguito alle invasioni dei Popoli del mare, si ebbe una ripresa dei commerci tra le città della Grecia e dell'Anatolia attraverso l'Egeo, e la nascita delle poleis, non più basate sulla monarchia e l'acropoli, bensì sulla democrazia e l'agorà, che diedero origine alla colonizzazione greca in Occidente in competizione con i Fenici, mentre nell'Italia centrale fiorirono la civiltà etrusca e quella romana.
L'unificazione politica e culturale della parte occidentale del continente europeo fu dovuta all'espansione dell'Impero romano, con la diffusione della lingua latina e del diritto romano fino al limes renano e danubiano, e la diffusione della cultura greca in campo artistico e filosofico. A partire dall'imperatore Costantino, a queste due fonti si unì anche l'influenza della religione cristiana e, tramite essa, della tradizione giudaica.

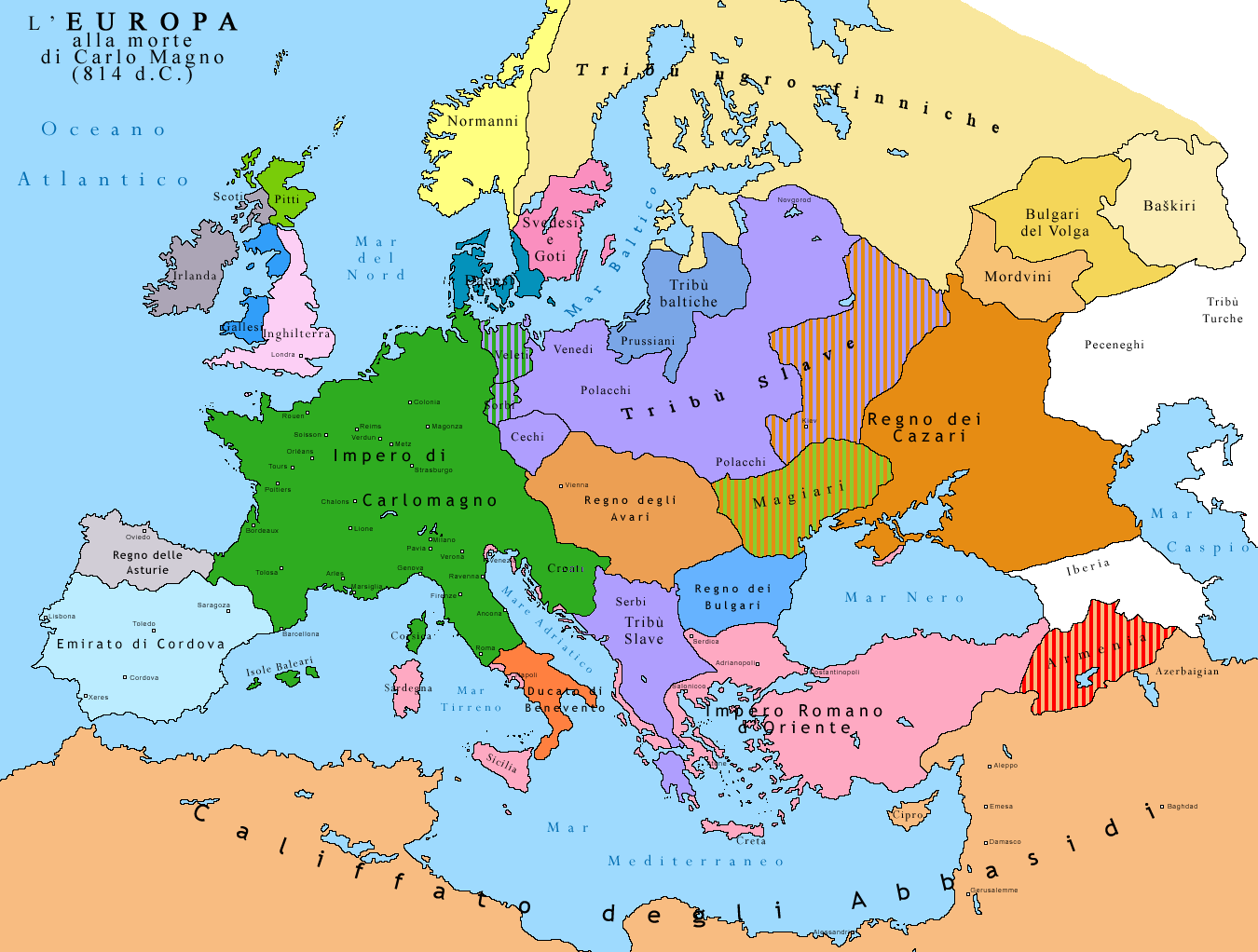
L'Europa nell'814

### Medioevo
A seguito dell'invasione di popoli indoeuropei quali Germani, Slavi e Unni, l'Impero romano ebbe una fase di crisi, che portò alla caduta dell'Impero romano d'Occidente e al pesante ridimensionamento di quello d'Oriente. Il Medioevo europeo fu caratterizzato dalla graduale integrazione tra la civiltà europea classica (greco-romana e giudaico-cristiana) e gli usi dei nuovi invasori.
Altra caratteristica del Medioevo europeo fu la nascita di comunità monastiche, che si prefissero il compito di salvaguardare la cultura europea classica e cristiana, nonché di reinterpretarla creativamente attraverso l'evangelizzazione dei regni romano-barbarici sorti sulle rovine dell'Impero romano. Ciò rese possibile la rinascenza carolingia, con la ricostituzione dell'Impero romano d'Occidente come Sacro Romano Impero e l'attribuzione al vescovo di Roma del ruolo primaziale nella guida dei cristiani.
Il Basso Medioevo vide la nascita dei liberi comuni e delle repubbliche marinare, che riportarono nell'XI secolo di nuovo in Europa il ruolo egemone nei commerci nel Mediterraneo, che il continente aveva perso sin dall'epoca delle invasioni barbariche. La conseguente ripresa dei contatti tra Europa, Asia ed Africa portò anche importanti sviluppi culturali, tra cui, tramite i contatti con la cultura araba, la riscoperta dell'aristotelismo e un'attenzione maggiore allo studio del mondo della natura, favorita anche dalla nascita di un ceto borghese di mercanti e artigiani interessato all'acquisizione di un sapere tecnico-pratico che è all'origine dei successivi sviluppi della civiltà europea.

### Evo moderno
Con l'arrivo di Colombo in America, nel XV secolo, gli equilibri europei si modificarono: le potenze mediterranee vennero scalzate da quelle atlantiche: Portogallo e Spagna, presto imitati da Paesi Bassi, Inghilterra e Francia, aprirono le prime rotte transoceaniche e furono le protagoniste della colonizzazione europea delle Americhe.
La diffusione dei viaggi dei mercanti verso ogni parte del mondo conosciuto causò la messa in discussione della supremazia religiosa su tutti i campi del sapere, dando vita all'Umanesimo e rendendo più forti le voci per una riforma della Chiesa e del Papato. Già alla fine del Medioevo si era vista la formazione delle monarchie nazionali in Francia, Spagna e Inghilterra, gravida di notevolissimi conseguenze sulla storia del continente.
In Italia, i liberi comuni furono assoggettati da un certo numero di signori, la cui competizione si avvaleva anche degli artisti, che attraverso le loro opere manifestassero la prosperità di ciascuna signoria. Questo periodo fu noto in Italia come Rinascimento.
La competizione tra le nuove monarchie nazionali per l'egemonia europea e per i commerci con il ricco Oriente, ostacolata dall'interposizione dell'Impero ottomano lungo la via della seta, causò anche l'inizio di un periodo di esplorazioni geografiche e l'apertura di nuove rotte commerciali
Anche dal punto di vista scientifico ed economico l'Età moderna fu un periodo di grande fermento, culminato con la rivoluzione scientifica e, al termine dell'evo, con la rivoluzione industriale.
Alla ribellione all'autorità papale dei riformatori religiosi, seguì presto la ribellione dei protestanti anche all'autorità regale con l'affermazione della democrazia in Inghilterra nel 1689.

### Età contemporanea
Nel XVIII secolo, nella colonia britannica d'oltremare degli Stati Uniti d'America, scoppiò la Rivoluzione americana presto seguita dalla Rivoluzione francese, esportata in tutta Europa con le guerre napoleoniche e le società segrete. Ciò portò al completamento del processo di nascita degli Stati nazionali: ad opera della Prussia si ebbe l'unificazione della Germania, mentre le lotte del Risorgimento italiano, guidate infine dal Regno di Sardegna, condussero all'Unità d'Italia. Culturalmente in questo periodo il sentimento nazionale si affianca alla fede religiosa e l'ideologia dominante è il Romanticismo.
La prima Età contemporanea fu un periodo di tensioni sociali caratterizzato dalla diffusione degli effetti della Rivoluzione industriale e dalle politiche espansionistiche dei maggiori stati europei: dopo la colonizzazione europea delle Americhe, già compiuta in Età moderna, il colonialismo si rivolse anche agli altri continenti, in cui vastissime aree passarono sotto il dominio europeo. Oltre al controllo politico, nella seconda metà del XIX secolo gli Stati europei stabilirono anche un dominio tecnologico, culturale ed economico sul resto del mondo. Il periodo del "Grande gioco" fu in Europa ricordato come Belle Époque per la classe borghese al potere, ma ciò portò anche alla luce le contraddizioni insite nel sistema economico capitalistico, lucidamente analizzate da Karl Marx e Friedrich Engels, che gettarono le basi del socialismo scientifico.
Nel 1914 tali tensioni sfociarono nella Prima guerra mondiale che si concluse nel 1918 con la sconfitta degli imperi continentali tedesco e austro-ungarico e la vittoria di Regno Unito, Francia, Italia e Stati Uniti d'America. Negli stessi anni, si ebbe la Rivoluzione russa, che portò al crollo dell'Impero russo e alla nascita dell'Unione Sovietica socialista.
Le tensioni sociali e quelle fra gli stati europei crebbero nuovamente, soprattutto in Germania, paese gravato dalle pesanti sanzioni post-belliche imposte dagli alleati su espressa richiesta della Francia, e sfociarono nella Seconda guerra mondiale, la quale fu principalmente provocata dall'aggressiva politica revanscistica messa in atto dalla Germania nazista e successivamente dall'Italia fascista, appoggiate in Asia dall'Impero giapponese.
Le due guerre spezzarono l'egemonia del continente sul resto del pianeta lasciando il posto di potenze mondiali agli Stati Uniti e all'Unione Sovietica.
Dal 1945 al 1991 l'Europa si ritrovò attraversata dalla cosiddetta cortina di ferro, ovvero la linea di confine fra il blocco occidentale-capitalista e quello orientale-comunista. questo periodo, detto della guerra fredda, ebbe termine con la dissoluzione dell'Unione Sovietica e la caduta degli Stati socialisti suoi alleati nel Patto di Varsavia.
Il crollo del Muro di Berlino e la fine della guerra fredda, la nascita e il graduale allargamento dell'Unione europea caratterizzano gli ultimi decenni della storia continentale.
in seguito alla morte di Tito lo Stato jugoslavo iniziò un lungo processo di disgregazione causato da crescenti tensioni etniche, economiche e politiche. Questo evento segnò una fase di instabilità nei Balcani, che culminò nei successivi Conflitti degli anni 90. Le guerre in Croazia Bosnia ed Erzegovina e successivamente in Kosovo, portarono alla Dissoluzione della Jugoslavia ed a un nuovo ordine mondiale con la creazione dei Stati indipendenti jugoslavi.
L'unione europea dal inizio degli anni 2000 ha iniziato ad integrare i vari paesi del Europa orientale che erano precedentemente di governo socialista e comunista.
Dopo Gli Attentati dell'11 settembre 2001 e le successive Guerre in Medio Oriente specialmente in Iraq e Afghanistan iniziate dagli Usa per poter cercare di eliminare i possibili responsabili del medesimo attacco l'Europa è stata partecipe di tali guerre in Afganistan con il Blocco occidentale così come in Iraq.
Negli anni successivi Internet è diventato molto diffuso nella società soprattutto grazie ai nuovi smartphone ed ad altri dispositivi tecnologici che hanno trasformato e influenzato la vita delle persone in senso sia europeo che globale e alle piattaforme social network come Facebook Instagram ed altri adesso sono tutti in in unica compagnia denominata Meta Platforms l'attuale ceo è il creatore di Facebook Mark Zuckerberg ad oggi tutte queste app hanno circa 3.3 miliardi di utilizzatori.
Nel 2007 inizia La crisi finanziaria dei mutui "subprime", prestiti ad alto rischio finanziario. Fu una crisi seconda solo al crollo di Wall Street, che ha scosso tanti paesi principalmente occidentali. In Europa ci sono tanti fallimenti bancari, e ciò ha influenzato la politica europea e dei singoli paesi, che hanno agito cercando di limitare la crisi innescando così il debito pubblico di molte nazioni chiamata Debito sovrano europeo che ha colpito maggiormente paesi del Europa meridionale come Grecia, Spagna, Italia e Portogallo, ma anche altri come l'Irlanda e portò a misure di austerità riforme strutturali e tensioni politiche interne all'Unione Europea.
La Guerra civile siriana fu una sfida per l'Europa il conflitto aveva provocato un numero enorme di rifugiati e migranti che erano arrivati nel ue e ad oggi 2025 mesi dopo la caduta di assad e la nuova integrata della costituzione ed altri eventi importanti il paese è attualmente governato da Ahmad al-Shara' il numero di rifugiati nei paesi europei sono ad oggi 1.2 milione di maggiormente in Germania Austria e Svezia tuttavia la situazione sta evolvendo quelli che sono rientrati sono oltre 861 mila ma il numero è in continuo aumento.
Nel 2014, con l'invasione della Crimea da parte della Russia, è iniziato il conflitto russo-ucraino; l'evento è stato condannato fermamente dalla comunità internazionale e la Russia ricevette dure sanzioni e critiche, tuttavia ciò non fermò la guerra. Successivamente, nel 2015, la Russia diede inizio anche alla guerra del Donbass, uno scontro tra forze russe separatiste appoggiate dal governo russo e le forze armate ucraine. Il 24 febbraio 2022, il presidente russo Putin dichiarò guerra all'Ucraina e mobilitò l'esercito, che era già ammassato nei confini ucraini da diverso tempo. Ad oggi la guerra è una delle peggiori e sanguinose del XXI secolo. Nel 2025 gli rifugiati ucraini sono circa 6,4 milioni, stanziati in paesi dell'Unione Europea e altrove.
Negli ultimi giorni del 2019, alcune persone nella città cinese di Wuhan vennero infettate da un nuovo virus chiamato COVID-19. Nei mesi successivi il virus si diffuse in tutti i paesi del mondo: iniziò così la pandemia di COVID-19. Il virus ha colpito duramente le nazioni europee, provocando più di un milione di morti in tutto il continente. I governi avviarono sistemi drastici per contrastare la diffusione del virus: misure di confinamento e campagne vaccinali. Nel 2023 la pandemia è dichiata conclusa.

## Geografia
Stati con territori esclusivamente europei (eccettuati i possedimenti d'oltremare)
     Territori europei di Russia, Turchia, Kazakistan, Georgia e Azerbaigian
     Territori asiatici di Russia, Turchia, Kazakistan, Georgia e Azerbaigian
     Stati con territori esclusivamente asiatici

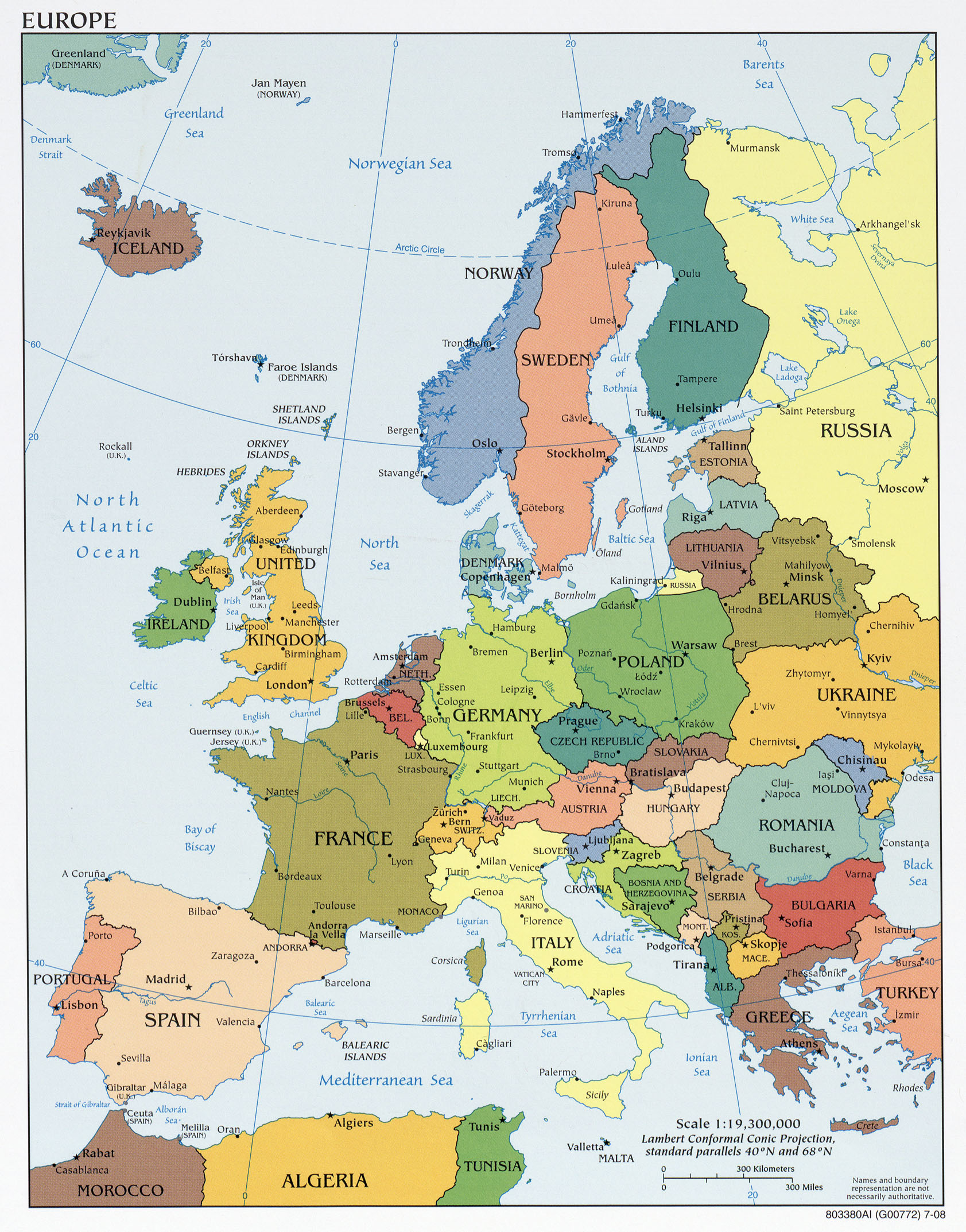
Cartina politica dell'Europa (in lingua inglese)

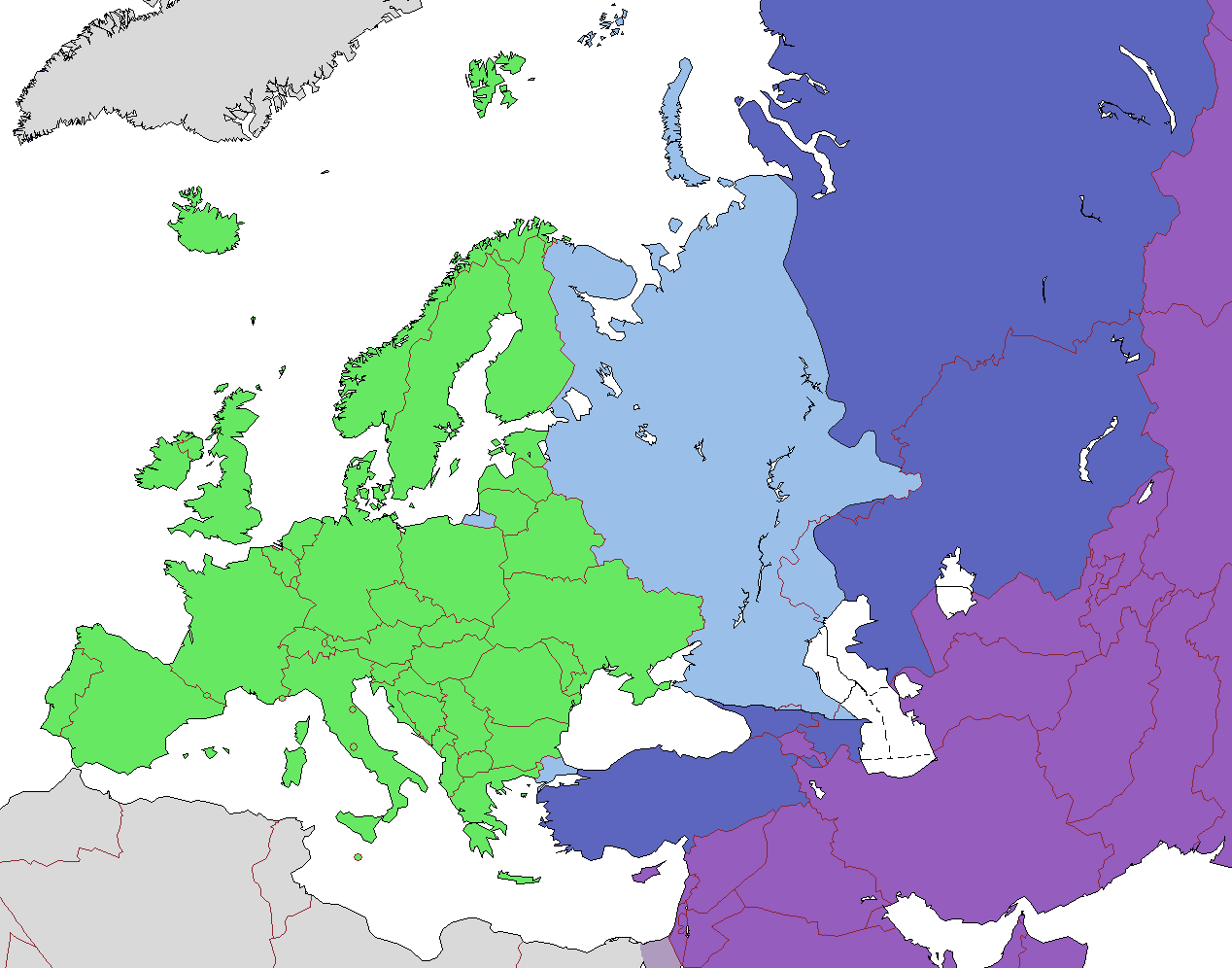
Mappa dell'Europa, che indica il confine continentale e gli stati transcontinentali.
Stati con territori esclusivamente europei (eccettuati i possedimenti d'oltremare)
Territori europei di Russia, Turchia, Kazakistan, Georgia e Azerbaigian
Territori asiatici di Russia, Turchia, Kazakistan, Georgia e Azerbaigian
Stati con territori esclusivamente asiatici

L'Europa comprende una parte continentale e una parte peninsulare, separate dall'istmo ponto-baltico, una lunghissima linea (1200 km) che va da Odessa, sul mar Nero, a Danzica, sul Baltico. A sua volta, la parte peninsulare d'Europa si articola in numerose penisole, di cui le principali sono la penisola italiana, quella balcanica, quella iberica e quella finno-scandinava che a loro volta spesso comprendono altre penisole minori; una caratteristica fondamentale d'Europa è infatti il suo frastagliatissimo profilo marittimo. Altre penisole europee principali e indipendenti, ma di minore importanza, sono lo Jutland, la Crimea, la Penisola di Kanin (affacciata sul Mare di Barents in Russia) e la Bretagna. Le isole europee sono molto numerose, tra cui tre che rientrano tra le prime venti della Terra per estensione: la Gran Bretagna, l'Islanda e l'Irlanda (rispettivamente la nona, la diciottesima e la ventesima).
L'Europa è uno dei continenti più piccoli: la sua superficie si estende per soli 10000000 km² circa, estensione poco superiore a quella dell'Oceania, il continente più piccolo della Terra; nello stesso tempo, il continente europeo è il secondo per densità di popolazione; il fatto si spiega notando che la stragrande maggioranza dei territori europei gode di clima temperato; un altro fattore che favorisce il popolamento è l'assenza di zone inabitabili come deserti o calotte glaciali, caratteristica unica tra tutti i continenti. Con i suoi 747 747 395 abitanti risulta invece al quarto posto, ossia penultima tra tutti i continenti abitati.
L'Europa si trova al centro dell'emisfero continentale, cosa che ha sempre favorito gli scambi con gli altri continenti. Il centro esatto dell'emisfero (coordinate 47°13′N 1°32′W) si trova a Nantes, in Francia.

### Clima
L'Europa si trova principalmente nelle zone a clima temperato, essendo soggetta a prevalenti venti occidentali. Il clima è più mite rispetto ad altre aree della stessa latitudine in tutto il mondo a causa dell'influenza della corrente del Golfo. La Corrente del Golfo è soprannominata "il riscaldamento centralizzato d'Europa", perché rende il clima europeo più caldo e umido di quanto non sarebbe altrimenti. La Corrente del Golfo non solo trasporta acqua calda verso la costa europea, ma riscalda anche i venti occidentali prevalenti che soffiano attraverso il continente dall'Oceano Atlantico. La presenza del Mar Mediterraneo, inoltre, mitiga il clima di tutte le coste meridionali del continente e uniformano le temperature su una media sia annuale, sia giornaliera.
Pertanto, la temperatura media durante tutto l'anno a Napoli è di 21,9 °C, mentre è di soli 13 °C a New York, che si trova quasi alla stessa latitudine, confinante con lo stesso oceano. Berlino, Calgary (Canada) e Irkutsk nell'estremo sud-est della Russia), si trovano all'incirca alla stessa latitudine ma le temperature di gennaio a Berlino sono in media di circa 8 °C più alte di quelle di Calgary e sono quasi 22 °C (40 °F) più alte delle temperature medie di Irkutsk.
In generale, l'Europa non è solo più fredda al nord rispetto al sud, come è normale che sia, ma diventa più fredda anche andando da ovest verso est, a causa della progressiva e sempre maggiore lontananza del mare.

### Confini
Il confine naturale d'Europa è in gran parte costituito da mare: essa è delimitata a nord dal Mar Glaciale Artico, ad ovest dall'Oceano Atlantico e a sud dal Mar Mediterraneo e dal Mar Nero. Ad est, invece, il concetto di Europa sfuma gradatamente nell'Asia ed è definito solo attraverso linee convenzionali, per la maggior parte ricadenti in territorio russo, lungo gli Urali e attraverso l'istmo ponto-caspico.

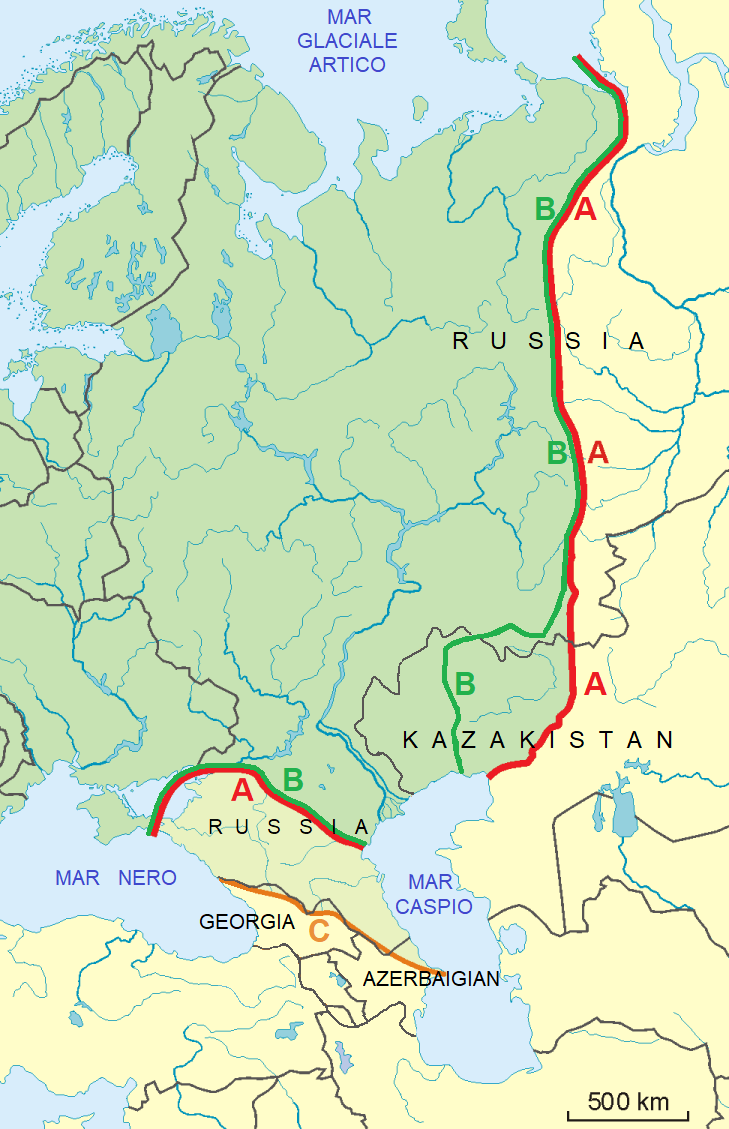
Le varie linee convenzionali di demarcazione tra Europa e Asia:
A Linea di von Strahlenberg: Urali - fiume Emba - depressione del Kuma-Manyč;
B: Linea Urali - fiume Ural - depressione del Kuma-Manyč;
C: Linea dello spartiacque del Gran Caucaso.

#### Confine orientale
Ad est l'Europa ha continuità territoriale con l'Asia. Il confine terrestre tra i due continenti è convenzionale e ricade per la maggior parte in Russia e per un tratto più breve in Kazakistan.
La linea di demarcazione parte dal Mar Glaciale Artico, segue poi i monti Urali, il corso del fiume Ural, la costa nord-occidentale del Mar Caspio, la depressione del Kuma-Manyč e arriva infine alla foce del fiume Don, per poi proseguire nel Mar d'Azov, sino allo stretto di Kerč' (linea B nella carta a fianco). In Russia e in Kazakistan ci sono decine di monumenti che segnalano il confine Europa-Asia lungo lo spartiacque degli Urali, il fiume Ural e la depressione del Kuma-Manyč; i primi furono eretti negli anni trenta dell'Ottocento.
In linea di massima, questo confine segue la linea di von Strahlenberg rettificata nel 1958 (linea A nella carta a fianco), che a sua volta deriva da quella definita ufficialmente fin dal 1730 dalla zarina di Russia Anna I, sulla base dei lavori geografici dello svedese Philip Johan von Strahlenberg, convalidati dagli eminenti studiosi tedeschi Peter Simon Pallas, biologo, e Carl Ritter, geografo. L'unica differenza tra la linea di von Strahlenberg rettificata nel 1958 e quella comunemente accettata riguarda il tratto che va dalle pendici meridionali degli Urali al mar Caspio, come mostra la carta a fianco.
Un'altra convenzione comunemente accettata (linea C nella carta a fianco), nel tratto tra il Mar Caspio e il Mar Nero, pone il confine euroasiatico sullo spartiacque del Gran Caucaso.
Alla metà del XIX secolo, c'erano tre convenzioni principali: una che seguiva il Don, il canale Volga-Don e il Volga, un'altra che seguiva la depressione di Kuma-Manyč fino al fiume Caspio e poi seguiva gli Urali, e la terza che seguiva lo spartiacque del Grande Caucaso fino al Caspio e poi ancora gli Urali. La questione era ancora trattata come una controversia nella letteratura geografica del 1860; l'alpinista Douglas William Freshfield intervenne nella disputa, sostenendo che il confine della cresta del Caucaso fosse il migliore possibile, citando il supporto di vari geografi moderni. Il confine tra i due continenti sul Caucaso si è affermato negli Stati Uniti dopo il 1994, in seguito alla sua approvazione da parte del Dipartimento di Stato, organo politico e non geografico.
La Società geografica sovietica seguiva integralmente la convenzione indicata da Philip Johan von Strahlenberg. Anche nei libri di testo russi, sin dal 1958, il confine tra Europa e Asia è disegnato secondo le raccomandazioni espresse formalmente dalla Società geografica sovietica; tale confine segue la linea che inizia dal Mar Glaciale Artico (precisamente dalla Baia della Bajdarata nel Mar di Kara), prosegue lungo il piede orientale dei Monti Urali, quindi sulle colline Mugodžary, sul corso del fiume Emba e sulla depressione del Kuma-Manyč e termina infine nel mar d'Azov, nei pressi di Rostov sul Don (passando pertanto a nord del Caucaso). Tuttavia, la maggior parte dei geografi dell'Unione Sovietica favoriva il confine lungo la cresta del Caucaso e questa divenne la convenzione comune alla fine del XX secolo, sebbene il confine Kuma-Manyč rimase in uso in alcune mappe del XX secolo. Se la linea di confine che inizia seguendo il bordo orientale degli Urali debba terminare lungo lo spartiacque del Caucaso oppure lungo la Depressione Kuma-Manyč è argomento di dibattito anche in tempi recenti, secondo la Società geografica russa.
L'autore della voce Europa dell'Enciclopedia Treccani, avvisa del fatto che "nessun criterio fondato su elementi fisici è soddisfacente", e che quindi "l'Europa può essere individuata soltanto come area culturale".
Le frontiere orientali d'Europa rappresentano dunque un'eccezione nel campo dei confini tra i continenti, non coincidendo completamente con mari od oceani e quindi mancando di quella precisa definizione che si accompagna quasi sempre ai confini continentali. I limiti tra Europa e Asia sono definiti perciò in base a criteri storici e culturali, ai quali si affiancano considerazioni di geografia fisica. Le diverse convenzioni esistenti in merito indicano che, procedendo verso est, i caratteri europei sfumano gradatamente verso quelli asiatici.

#### Confine meridionale
Il mar Nero, lo stretto del Bosforo, il Mar di Marmara e lo stretto dei Dardanelli sono universalmente riconosciuti come confine meridionale tra Europa e Asia. Il Mar Mediterraneo separa l'Europa dall'Africa.
Le isole dell'Egeo prospicienti la penisola anatolica (le Sporadi orientali e il Dodecaneso), anche se dal punto di vista della geografia fisica ricadrebbero in Asia, sono considerate appartenenti all'Europa per motivi storico-culturali.

#### Confine occidentale
Ad ovest il confine è dato dall'Oceano Atlantico, includendo l'Islanda all'interno dell'Europa.

#### Confine settentrionale
Il Mar Glaciale Artico è il limite settentrionale del continente europeo, nel quale sono incluse anche tutte le isole artiche situate tra la costa e il Polo Nord.

#### Punti estremi

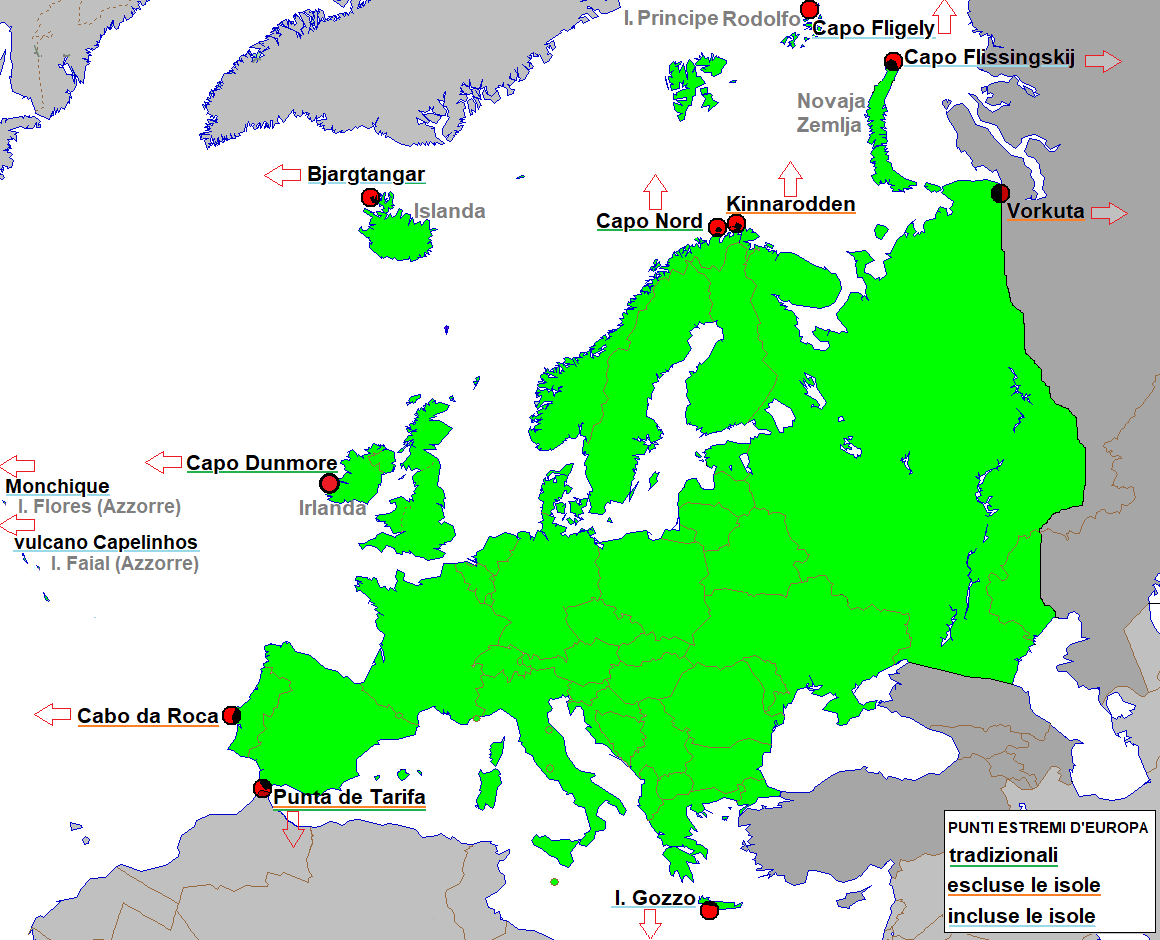
Punti estremi dell'Europa, in base ai vari criteri

| Punto cardinale | Tradizionale    | Effettivo (massa continentale)           | Effettivo (comprese le isole)                    |
| --------------- | --------------- | ---------------------------------------- | ------------------------------------------------ |
| Nord            | Capo Nord       | Capo Nordkinn (detto anche Kinnarodden)  | Capo Fligeli (Terra di Francesco Giuseppe)       |
| Sud             | Punta de Tarifa | Punta de Tarifa                          | Capo Tripiti, isola di Gozzo (Creta)             |
| Est             | Monti Urali     | Monte Nogodaikha (nei pressi di Vorkuta) | Capo Flissingskij (Novaja Zemlja)                |
| Ovest           | Capo Dunmore    | Cabo da Roca                             | Isolotto di Monchique (isola di Flores, Azzorre) |

#### Il centro del continente
Esiste un dibattito riguardante la localizzazione del centro dell'Europa; ciò dipende da come vengono effettuate le misurazioni, da quali punti estremi vengono considerati, nonché dai differenti modi di ottenere il risultato finale. Gli stati che, a vario titolo, ospitano uno degli ipotetici centri del continente sono: Lituania, Estonia, Slovacchia, Ucraina, Polonia, Bielorussia e Repubblica Ceca. Come si vede, sono tutti stati dell'Europa orientale, nella sua accezione più ampia.

### Orografia

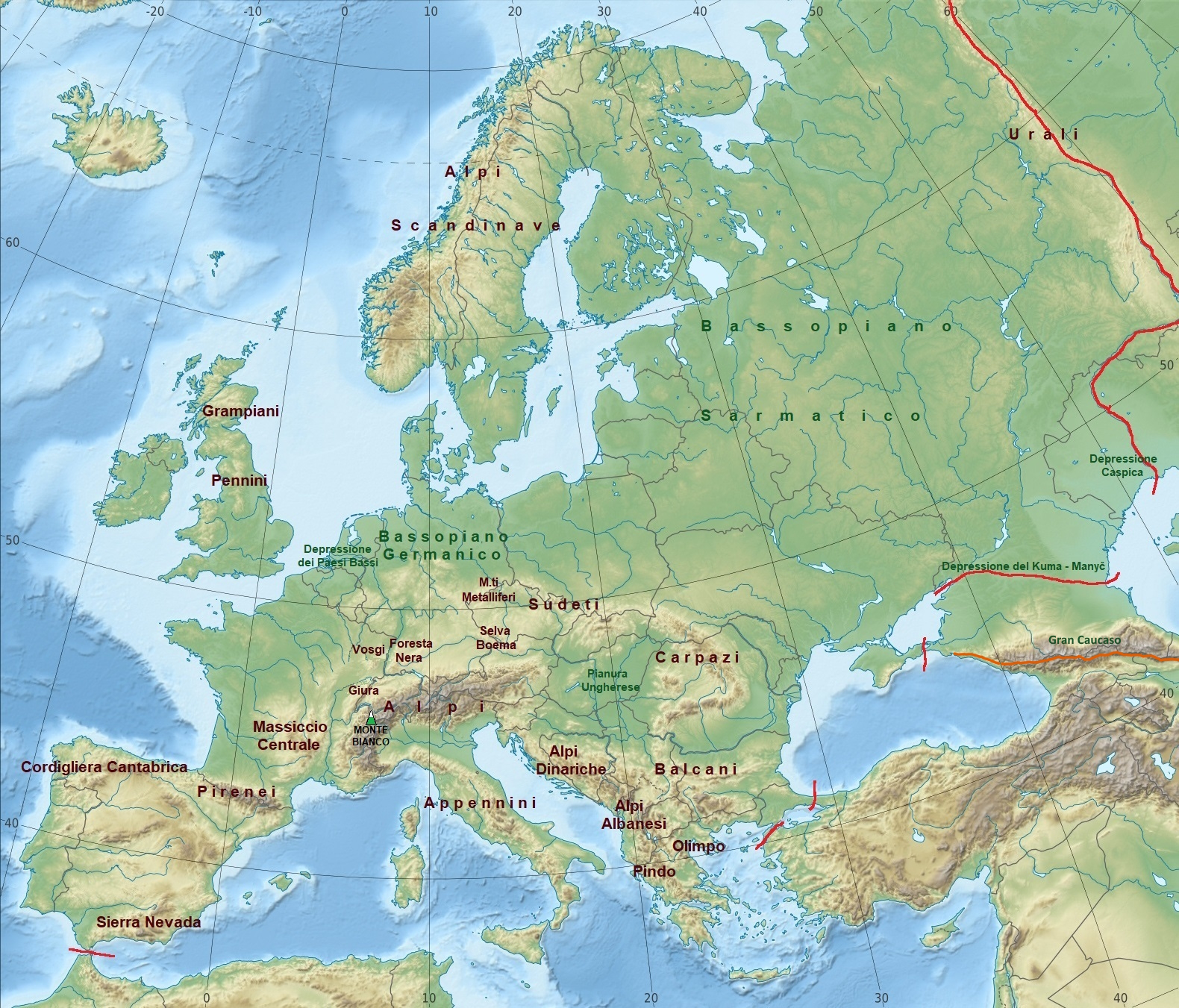
Carta geografica di localizzazione delle principali catene montuose, pianure e depressioni d'Europa. È segnalato il Monte Bianco, il più alto d'Europa.

I rilievi europei danno luogo a grandi dislivelli in aree relativamente piccole.
Si può descrivere il rilievo europeo in base alla longitudine. Le regioni meridionali sono prevalentemente montuose; le montagne più alte del continente si trovano in questa zona: le Alpi raggiungono i 4810 m, la Sierra Nevada i 3478 m, i Pirenei i 3404 m, la catena dell'Olimpo i 2917 m, con il monte che le dà il nome, gli Appennini i 2912 m, le Alpi Dinariche i 2764 m, le Alpi Albanesi i 2694 m, i Carpazi i 2655 m, il Pindo i 2637 m e i Balcani i 2376 m. Nelle Alpi si erge la vetta più alta d'Europa, il Monte Bianco (4810 m) secondo la convenzione dei confini di von Strahlenberg, mentre secondo la convenzione basata sullo spartiacque caucasico la vetta massima si identifica con il Monte Elbrus (5642 m) nella catena del Caucaso.
Procedendo verso nord, i rilievi si fanno meno elevati: non raggiungono in nessun caso i 2 000 metri; si tratta dei Vosgi, del Giura, della Foresta Nera, dei Monti Metalliferi, della Selva Boema, dei Sudeti.
Spostandosi ancora verso nord, il paesaggio è caratterizzato da altopiani collinosi e poi da ampie e basse pianure, che hanno il loro centro nel Bassopiano germanico e che si estendono verso oriente con il vastissimo Bassopiano sarmatico. Circondata dai rilievi, si estende la grande pianura ungherese. In alcuni casi, le pianure si trovano sotto il livello del mare, originando vaste depressioni: verso occidente quella dei Paesi Bassi, verso oriente, al confine con l'Asia, la Depressione caspica e la Depressione del Kuma-Manyč.
Arrivando infine nelle terre più settentrionali d'Europa, si trovano di nuovo catene montuose; si tratta dei Monti Pennini e dei Monti Grampiani, in Gran Bretagna (massima altezza 1345 m) e delle Alpi Scandinave, tra Norvegia e Svezia, solcate a nord da profondi fiordi (massima altezza 2452 m). Il più alto monte d'Islanda arriva a 2 110 metri.

### Idrografia

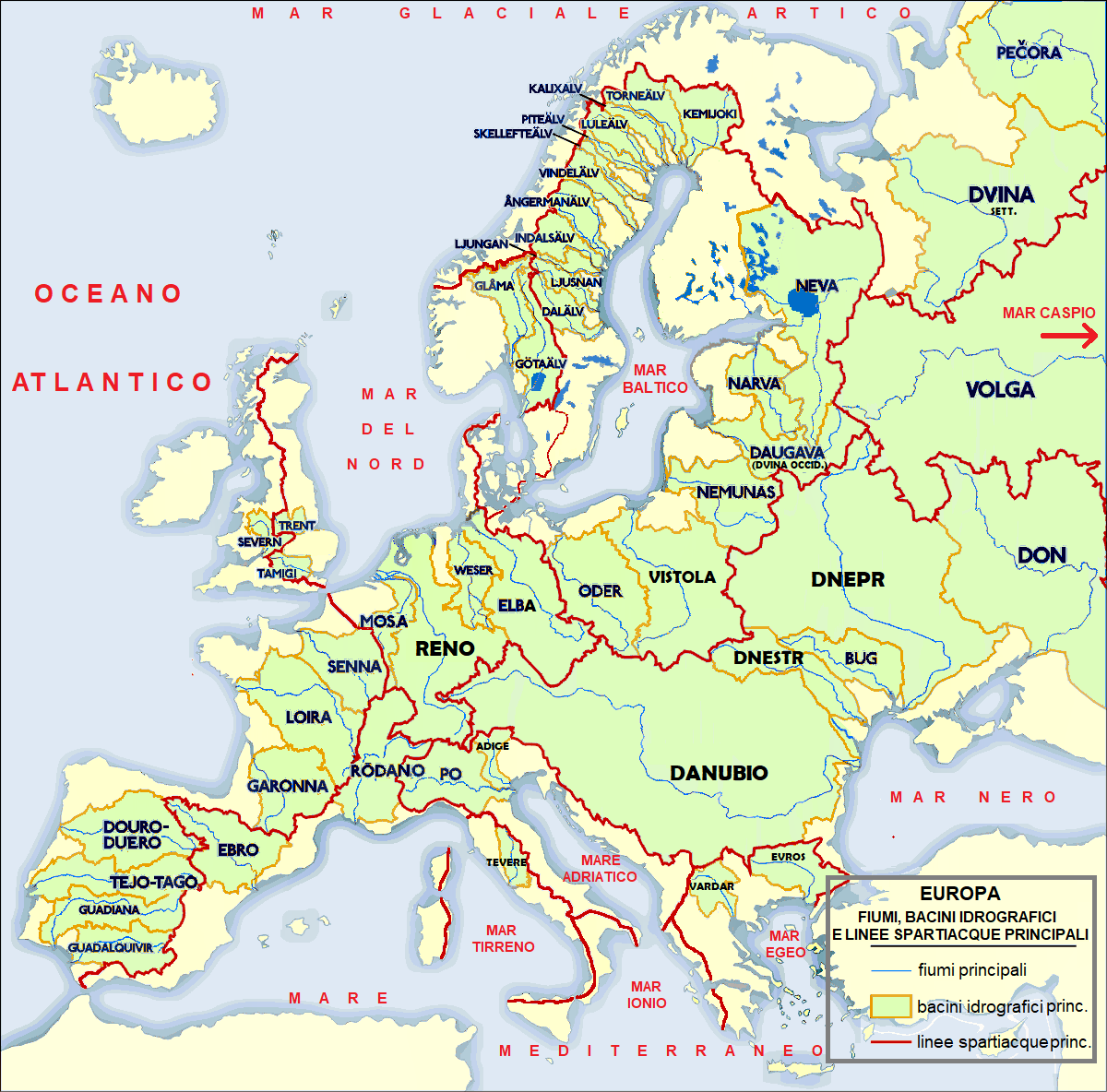
I principali fiumi europei suddivisi in base ai diversi mari in cui sfociano

Il principale spartiacque europeo è quello che separa il continente in due vastissime aree:
- una settentrionale, che comprende i bacini dei fiumi che sfociano nell'Oceano Atlantico, nel Mare del Nord, nel Mar Baltico e nel mar Glaciale Artico;
- una meridionale, che comprende i bacini dei fiumi che sfociano nel Mar Mediterraneo e nel Mar Nero e nel bacino endoreico del Mar Caspio.

Questa linea, detta anche semplicemente "spartiacque europeo", si estende da ovest ad est, andando da Gibilterra fino alla costa nord-occidentale del Mar Caspio.
La distribuzione delle risorse idriche in Europa è irregolare. L'Europa è tuttavia un continente con buona disponibilità di risorse idriche in rapporto alla popolazione, sia pur in misura inferiore all'America, all'Oceania e all'Asia Settentrionale.
Non tutti i territori europei, comunque, hanno della stessa abbondanza d'acqua, anzi in alcune zone esiste il rischio, durante l'estate, della scarsità di acqua rispetto alle esigenze domestiche ed industriali. Non sono solo i paesi a clima mediterraneo, caratterizzato da estati calde e siccitose, a presentare questo problema, ma anche zone dell'Europa centrale. In particolare, la disponibilità varia tra un massimo di 5.000 e gli 8.000 litri in Gran Bretagna, Francia, Italia, Spagna, Portogallo e Grecia e un minimo sotto i 5.000 litri in Germania, Polonia e Romania. Anche in questi paesi, comunque, la situazione non è omogenea; in Italia e in Germania, ad esempio, sono favorite le aree alpine e quelle circostanti.

### Regioni dell'Europa
Gli stati d'Europa sono spesso raggruppati in regioni, in base a fattori geografici, culturali o storici. Poiché non esiste un accordo universale sulla composizione regionale dell'Europa, la collocazione dei singoli paesi può variare in base ai criteri utilizzati.
La prima carta a fianco raffigura uno dei vari criteri di raggruppamento in cui le regioni europee sono più di dieci (spesso dodici) e non sono identificate in base ai punti cardinali, ma seguendo considerazioni storico-geografiche. Questi criteri sono diffusi soprattutto nei testi didattici.
La seconda, la terza e la quarta carta a fianco, invece, illustrano vari criteri di raggruppamento dei paesi europei molto diffusi a livello generale, accomunati da regioni identificate in base ai punti cardinali. In particolare: nella prima carta l'Europa è suddivisa in due sole grandi parti (occidentale e orientale); nella seconda carta le regioni sono invece cinque (settentrionale, meridionale, occidentale, orientale, centrale), mentre nella seconda sono quattro (è assente la regione centrale).
I raggruppamenti per direzioni cardinali sono i più ardui da definire in Europa, poiché i puri criteri geografici di "est" e "ovest" si sovrappongono al significato politico di tali termini acquisiti durante il periodo della guerra fredda.

#### Suddivisioni didattiche

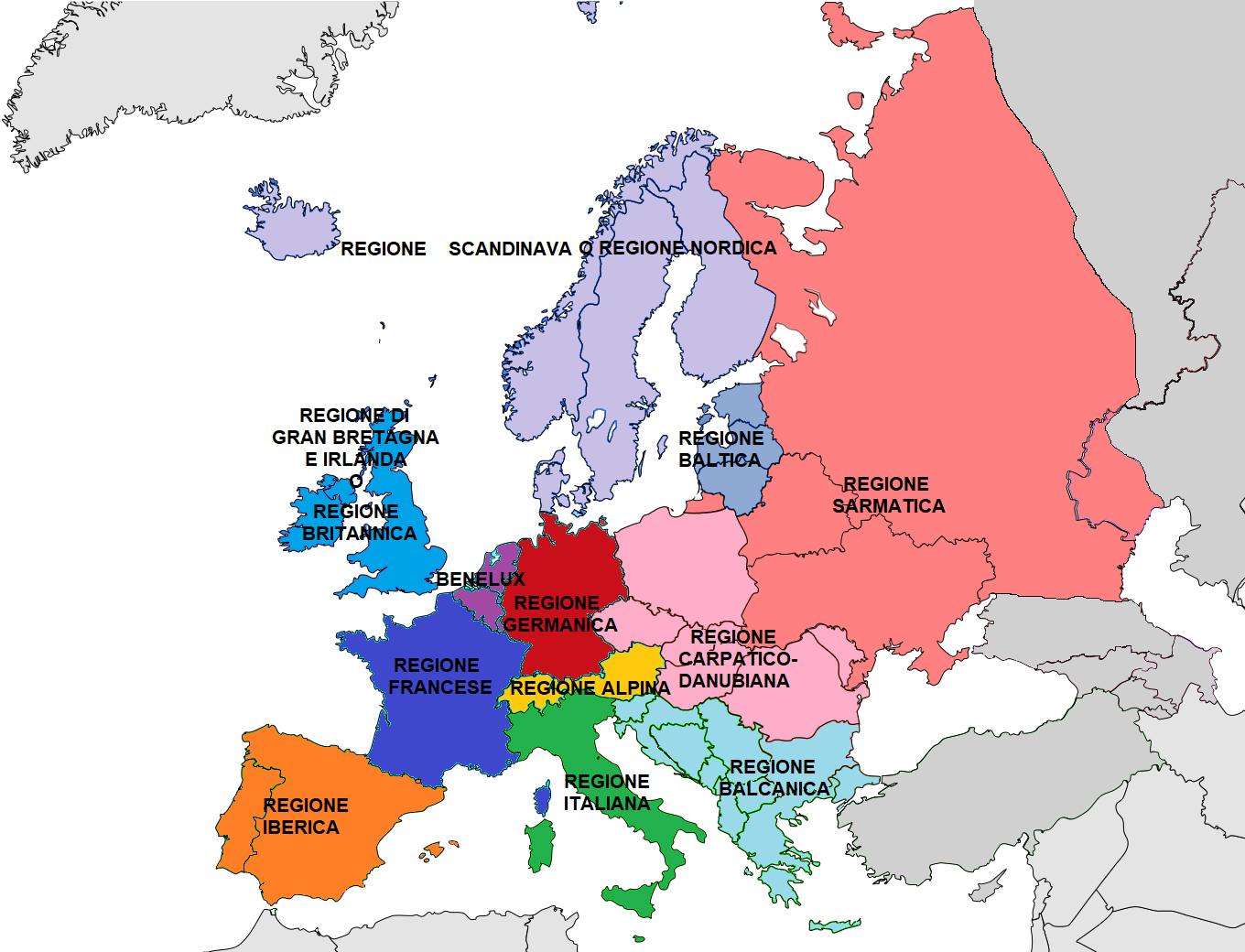
Carta 1 - L'Europa suddivisa in dodici regioni - mappa ottenuta combinando i più diffusi criteri didattici

Specialmente nei testi didattici, si utilizza raggruppare i paesi europei in circa una dozzina di regioni; alcune di esse hanno i confini variabili a seconda del testo in cui vengono presentate. Si fornisce di seguito un esempio di comune suddivisione didattica del continente europeo in dodici regioni.
- regione iberica (Spagna, Portogallo, Andorra, Gibilterra);
- regione francese (Francia, Principato di Monaco);
- regione del Benelux (Belgio, Paesi Bassi, Lussemburgo);
- regione britannica o di Gran Bretagna e Irlanda[51] (Regno Unito, Repubblica d'Irlanda);
- regione finno-scandinava o dei paesi nordici (Danimarca, Norvegia, Svezia, Finlandia, Islanda);
- regione germanica (Germania);
- regione alpina (Svizzera, Liechtenstein, Austria);
- regione italiana (Italia, San Marino, Vaticano, Malta);
- regione balcanica o greco-balcanica[52] (Slovenia, Croazia, Bosnia-Erzegovina, Serbia, Macedonia del Nord, Kosovo, Albania, Bulgaria, Grecia, Turchia europea);
- regione carpatico-danubiana o centro-orientale (Polonia, Repubblica Ceca, Slovacchia, Ungheria, Romania, Moldavia);
- regione baltica (Estonia, Lettonia, Lituania);
- regione sarmatica (Bielorussia, Ucraina, Russia europea, Kazakistan europeo).

I vari elenchi differiscono soprattutto per i seguenti punti:
- a volte la regione carpatico-danubiana non è chiamata con questo nome, ma "regione centro-orientale", in cui si inserisce anche la Bulgaria;
- a volte dalla regione balcanica si escludono la Grecia, posta in una regione a parte (regione ellenica)[53], e la Bulgaria, inserita nella regione centro-orientale;
- a volte il Benelux non è considerato una regione autonoma, ma è unito alla regione francese in una nuova entità detta "Francia e Benelux", oppure è smembrato, ponendo il Belgio nella regione francese, il Lussemburgo e i Paesi Bassi in quella germanica;
- a volte la regione alpina non è considerata una regione autonoma: la Svizzera e l'Austria sono inserite nella regione germanica;
- a volte la regione baltica non è considerata una regione autonoma: l'Estonia, la Lettonia e la Lituania sono inserite nella regione sarmatica;
- a volte la Moldavia è inserita nella regione sarmatica.

#### Europa occidentale

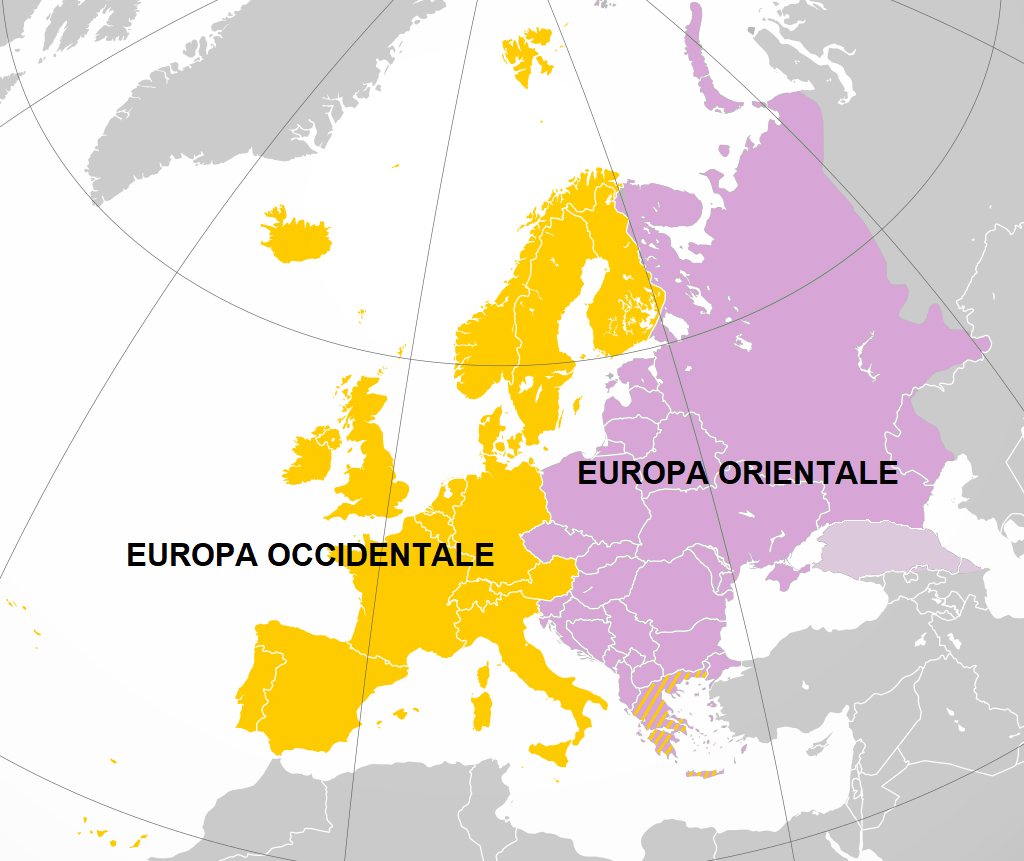
Carta 2 - L'Europa occidentale e l'Europa occidentale in senso più ampio. La Grecia appartiene all'una o all'altra regione a seconda del criterio adottato

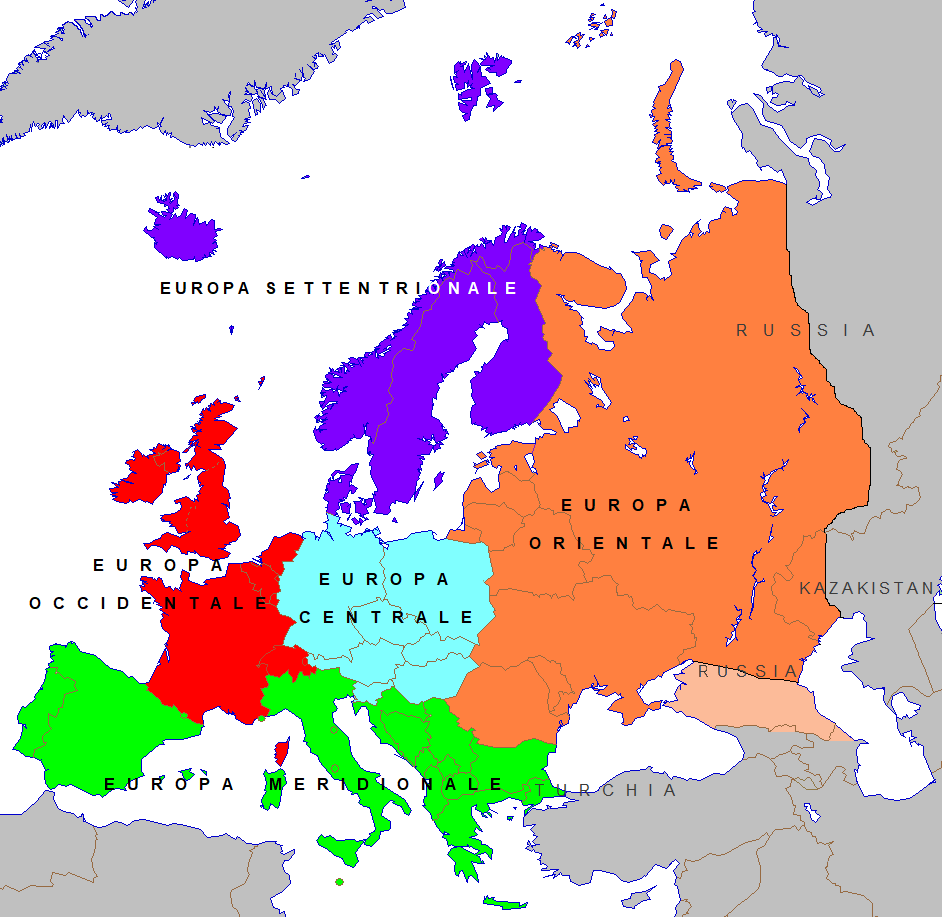
Carta 3 - Uno dei criteri di suddivisione dell'Europa in regioni.

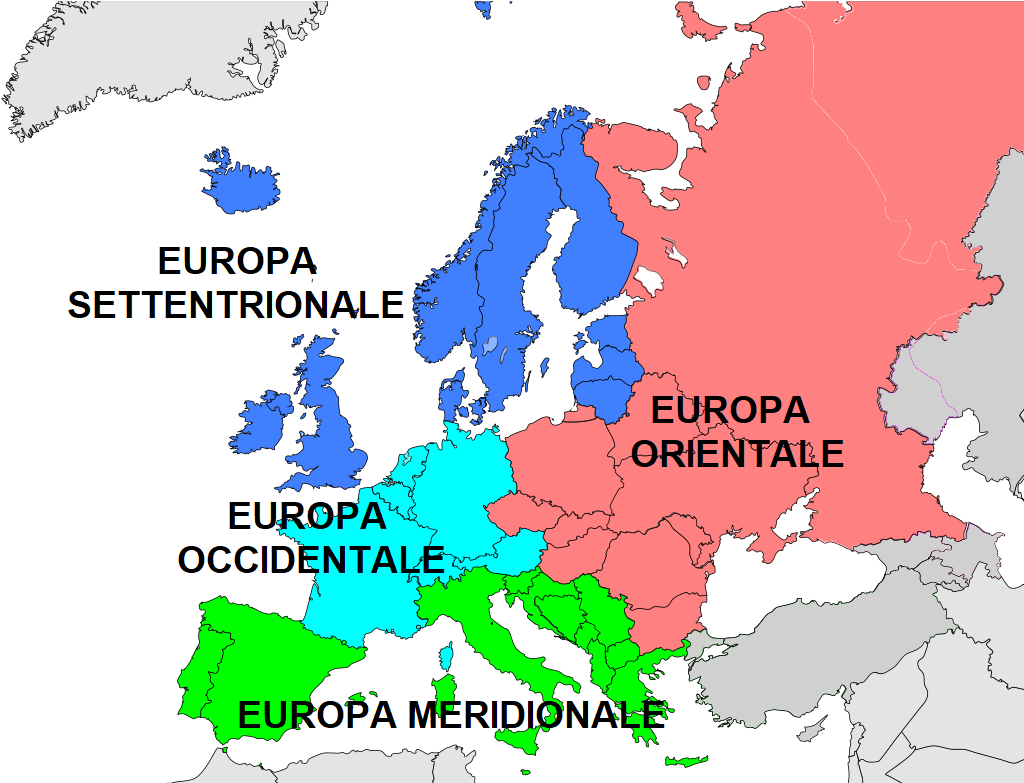
Carta 4 - L'Europa secondo il Geoschema delle Nazioni Unite

Secondo il senso più ampio, il concetto di Europa occidentale si riferisce all'intera metà occidentale dell'Europa, come mostrato nella carta 2; si includono dunque in essa: la regione iberica (Andorra, Spagna, Portogallo), le Isole Britanniche (Irlanda, Regno Unito), la regione francese (Francia, Principato di Monaco), la regione del Benelux (Belgio, Lussemburgo, Paesi Bassi), la regione italiana (Italia, Città del Vaticano, Malta, San Marino), la regione germanica (Germania), i paesi nordici (Danimarca, Finlandia, Islanda, Norvegia, Svezia), i paesi alpini (Austria, Liechtenstein, Svizzera). Spesso l'espressione "Europa occidentale" si usa riferendosi alle divisioni della guerra fredda segnate dalla Cortina di ferro del 1946; in questo caso si include anche la Grecia, appartenente sotto tutti gli altri aspetti all'Europa orientale.
Secondo il criterio più ristretto adottato dal Consiglio dei Comuni e delle Regioni d'Europa (CCRE), rappresentato nella carta 3, l'Europa Occidentale (indicata con il colore rosso) include Gran Bretagna, Irlanda, Francia, Belgio, Paesi Bassi, Liechtenstein, Lussemburgo e Svizzera.
Secondo il criterio adottato dall'ONU nel suo Geoschema, rappresentato nella carta 4, fanno parte dell'Europa occidentale (indicata con il colore azzurro) Francia, Belgio, Paesi Bassi, Lussemburgo, Germania, Austria, Svizzera (in colore celeste nella terza carta).

#### Europa orientale
Secondo il criterio più ampio, il concetto di Europa orientale si riferisce all'intera metà orientale dell'Europa, come mostrato nella carta 2; si includono dunque in essa: la Russia europea; sei ex Repubbliche dell'Unione Sovietica, ora stati indipendenti (Bielorussia, Moldavia, Ucraina, Estonia, Lettonia, Lituania); la parte europea del Kazakistan; i Paesi i cui territori ricadevano dell'ex Patto di Varsavia (Polonia, Repubblica Ceca, Slovacchia, Ungheria, Bulgaria, Romania); i Paesi dell'ex Jugoslavia (Bosnia-Erzegovina, Croazia, Kosovo, Macedonia del Nord, Serbia, Montenegro); l'Albania. Appartiene all'Europa orientale anche la Grecia, per localizzazione geografica, storia e religione; considerando invece le divisioni risalenti alla guerra fredda, questo Stato è inserito nell'Europa occidentale. Similmente, la parte europea della Turchia appartiene all'Europa orientale per localizzazione e storia, ma nel periodo della guerra fredda era considerata politicamente appartenente dell'Europa occidentale.
Durante la guerra fredda, l'espressione "Europa orientale" era molto usata come sinonimo di blocco comunista.
Se si segue come confine continentale il Caucaso e non la depressione del Kuma-Manyč, l'Azerbaigian e la Georgia, anch'esse ex Repubbliche sovietiche, sono Paesi transcontinentali la cui parte europea è inserita nell'Europa orientale.
Secondo il criterio più ristretto rappresentato nella carta 3 l'Europa orientale (indicata con il colore arancione) include Russia, Estonia, Lituania, Lettonia, Bielorussia, Ucraina, Moldavia, Romania e la parte europea del Kazakistan.
Secondo il criterio adottato dall'ONU, rappresentato nella carta 4, nell'Europa orientale, (in colore rosa scuro), sono compresi la Russia (compresi i suoi territori asiatici) e tutti i Paesi dell'ex Patto di Varsavia tranne i Paesi Baltici.

#### Europa centrale
Il criterio di Europa centrale è uno dei più variabili, in base ai criteri adottati. Solitamente, i suoi confini sono considerati a nord il mare del Nord e il mar Baltico, a ovest il Reno, a sud le Alpi, a est l'istmo ponto-baltico, ossia la linea che va da Odessa, sul mar Nero, a Danzica, sul Baltico
Secondo il criterio rappresentato nella terza carta si includono nell'Europa centrale (indicata con il colore azzurro) Polonia, Repubblica Ceca, Slovacchia, Ungheria, Austria, Slovenia, Germania.
Il criterio adottato dall'ONU, rappresentato nella quarta carta, non prevede la regione dell'Europa centrale.

#### Europa settentrionale
L'Europa settentrionale comprende i paesi nordici, ossia la Scandinavia nel suo senso più ampio: Norvegia, Svezia, Finlandia, Islanda e Danimarca.
Nella terza carta l'Europa settentrionale è indicata con il colore viola. A volte anche l'Estonia è considerata come un paese dell'Europa settentrionale, per la sua localizzazione e per i forti legami culturali con la Finlandia.
Secondo il criterio adottato dall'ONU, rappresentato nella quarta carta, l'Europa settentrionale comprende, oltre ai paesi nordici, anche i tre paesi baltici (Estonia, Lettonia e Lituania), Irlanda e Regno Unito.

#### Europa meridionale
Secondo il senso più ampio, sono compresi nell'Europa meridionale tutti i territori europei del bacino mediterraneo; essa include quindi la penisola iberica (Spagna, Portogallo, Gibilterra e Andorra), il sud della Francia (con la Corsica) e il principato di Monaco, la penisola italiana (Italia, San Marino, Città del Vaticano), la penisola balcanica (Albania, Bosnia-Erzegovina, Bulgaria, Croazia, Grecia, Macedonia del Nord, Serbia, Montenegro, Kosovo e Turchia europea), l'Arcipelago Maltese, l'isola di Cipro.
Secondo il criterio più restrittivo rappresentato nella terza carta l'Europa meridionale (indicata con il colore verde) comprende solo gli stati delle penisole iberica, italiana e balcanica.
Secondo il criterio adottato dall'ONU, rappresentato nella quarta carta, l'Europa meridionale include gli stati delle penisole iberica, italiana e balcanica, esclusa la Bulgaria (nella terza carta in colore verde intenso).

#### A cavallo tra Europa e Asia
Alcuni stati si estendono, oltre che in Europa, anche in Asia. I territori asiatici di questi paesi sono:
- Russia - territori ad est degli Urali e territori a sud della depressione del Kuma-Manyč[30] o dello spartiacque caucasico.[35][58][59]
- Kazakistan - territori ad est del corso del fiume Ural[30][38][N 7];
- Turchia - territori a sud del Mar di Marmara e degli stretti del Bosforo e dei Dardanelli.
- Georgia e Azerbaigian - sono transcontinentali[60] secondo la convenzione che pone i confini euro-asiatici sullo spartiacque del Caucaso[35], avendo alcuni territori a nord di tale linea[54], sono altrimenti considerati geograficamente asiatici.[30] Situazione analoga presenta l'exclave azera di Nakhchivan.

## Ambiente

### Flora e fauna

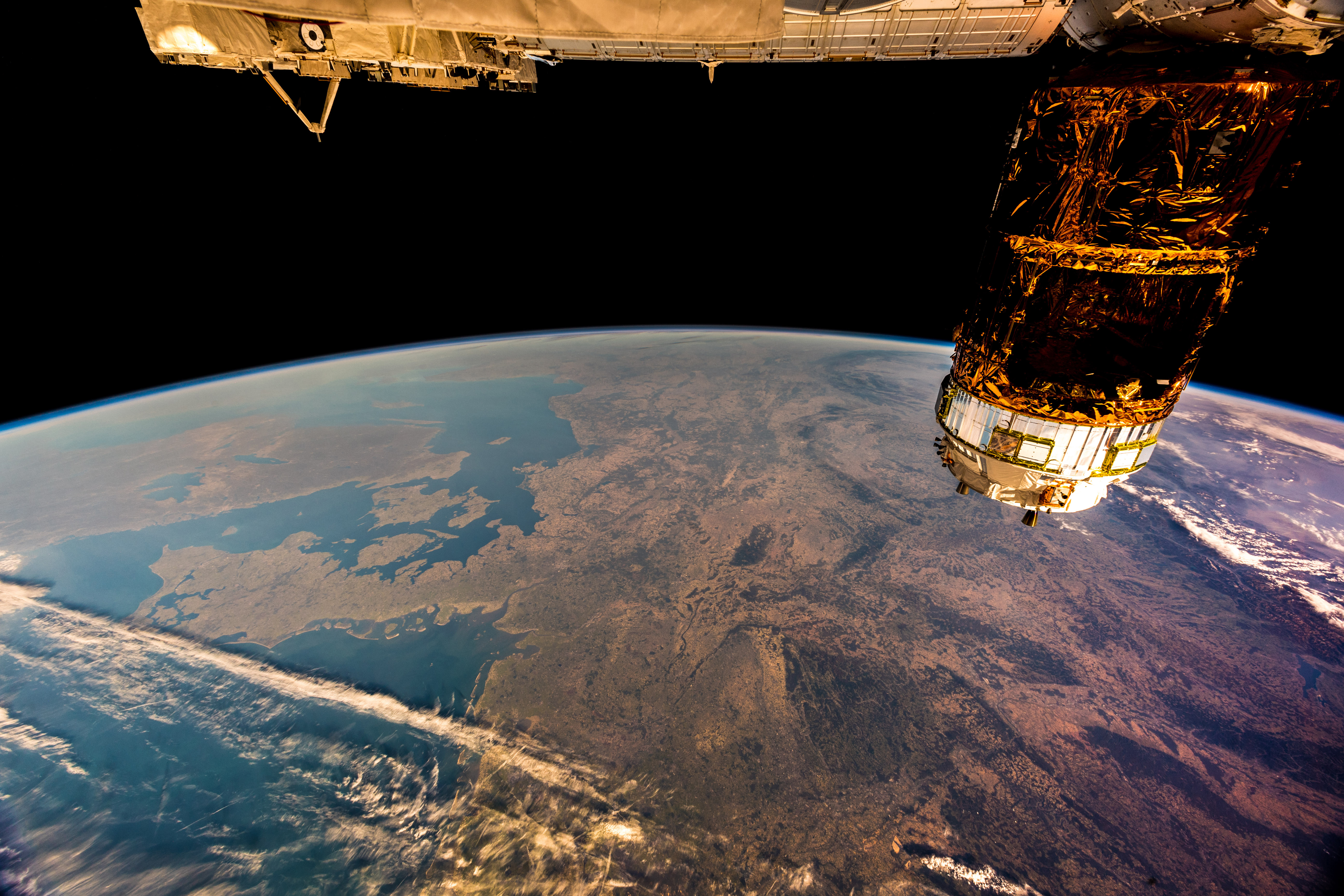
Deforestazione in Europa

Avendo vissuto fianco a fianco con la civiltà agricola e industriale per millenni, animali e piante europei sono profondamente segnati dalla presenza e attività dell'uomo. Con l'eccezione della Scandinavia, della Russia, e delle Alpi svizzere, si possono trovare poche aree incontaminate e selvatiche in Europa, eccetto i parchi naturali.
La principale vegetazione naturale che ricopre l'Europa è la foresta. Le condizioni per la sua crescita sono molto favorevoli. A nord, la corrente del Golfo e la corrente del Nord Atlantico riscaldano il continente, a sud il clima è mediterraneo, e ci sono frequenti siccità estive in questa regione. Le creste delle montagne hanno spesso molta influenza sulle condizioni climatiche, alcune (Alpi, Pirenei), sono orientate dall'est all'ovest e permettono al vento di portare grandi masse d'acqua dall'oceano verso l'interno. Altre sono orientate da sud a nord (Montagne Scandinave, Alpi Dinariche, Carpazi, Appennini) e siccome la pioggia cade prima dal lato delle montagne orientato verso il mare, le foreste crescono meglio da questa parte, mentre dall'altro lato, le condizioni sono molto meno favorevoli. Pochi sono i luoghi del continente sui quali nei millenni non ha pascolato il bestiame e a ciò si aggiunge la massiccia deforestazione che ha causato danni incalcolabili all'ecosistema originario.

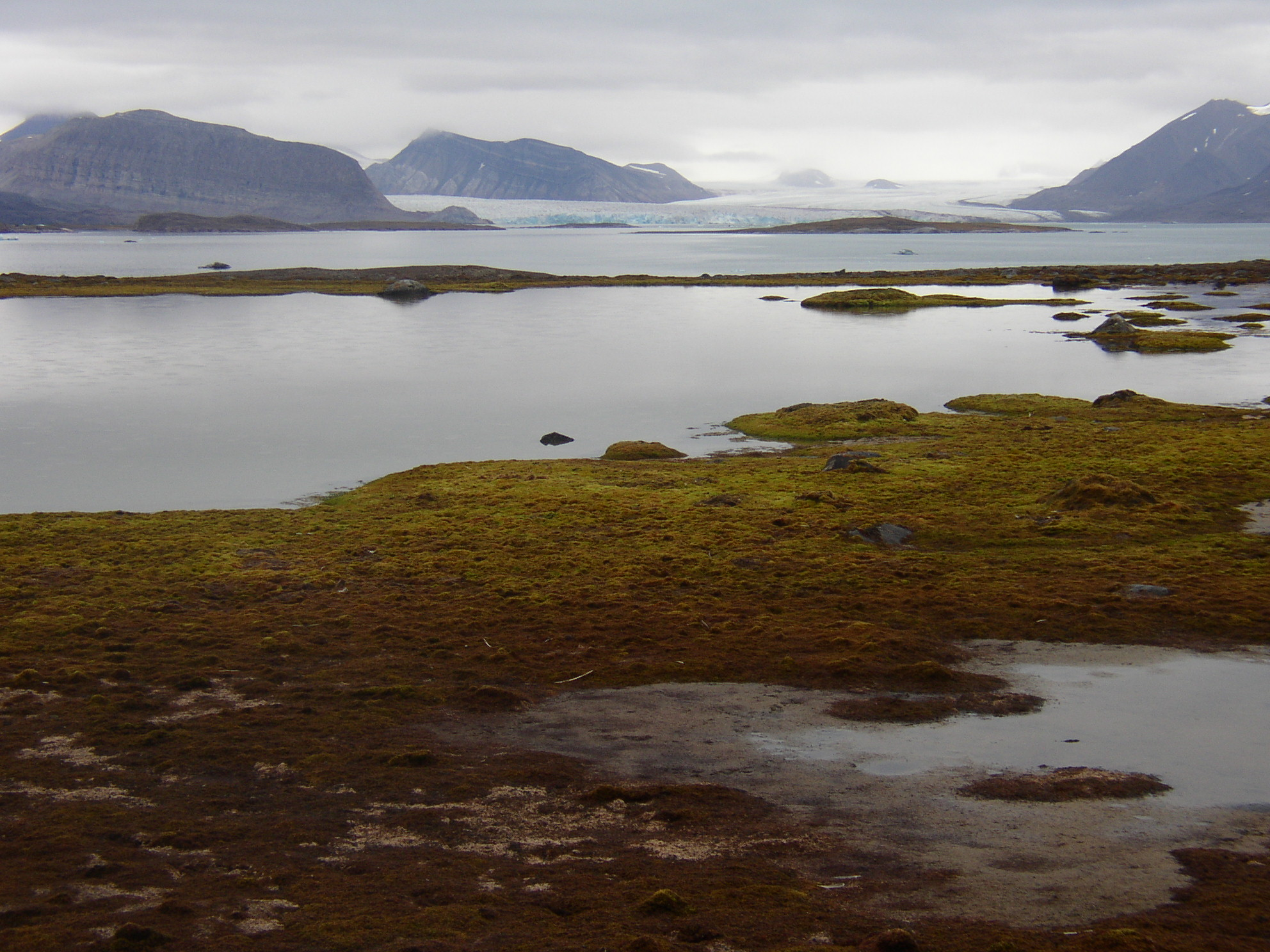
Tundra, Spitsbergen

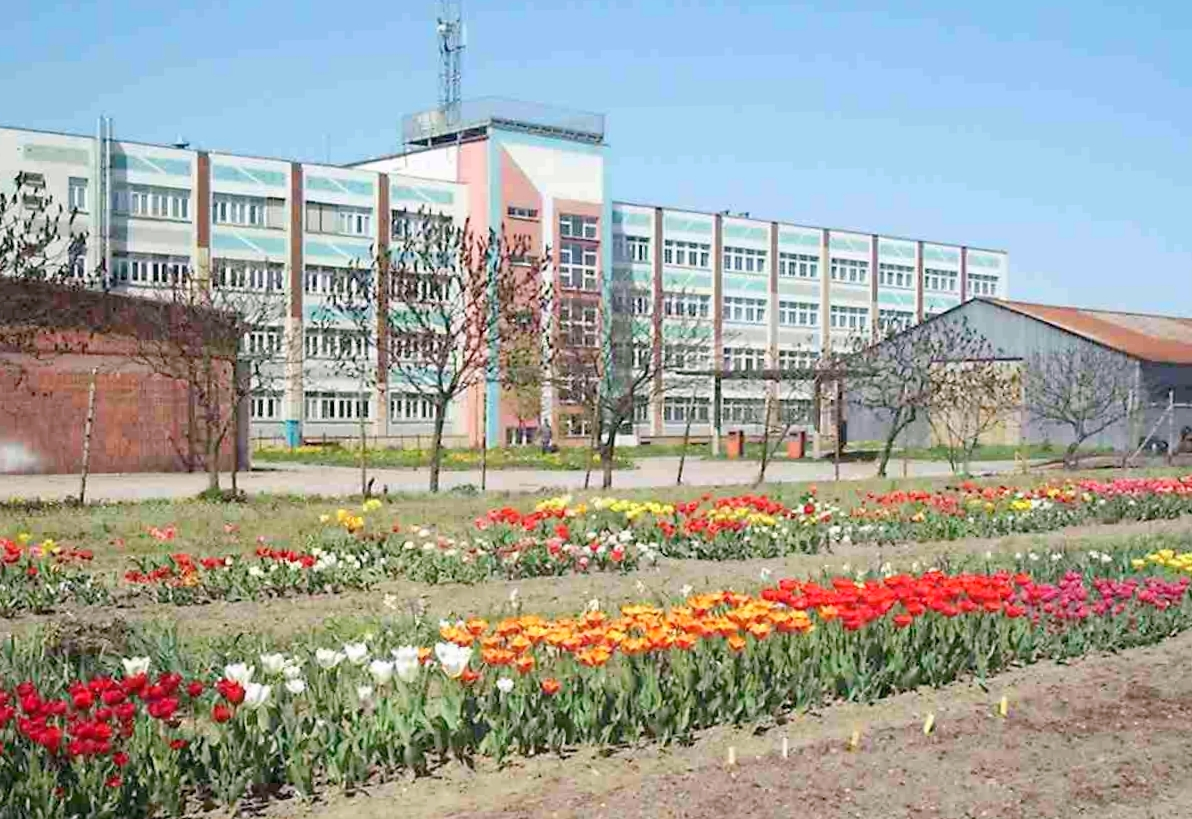
Giardino Sperimentale, Università tecnologica della Pomerania Occidentale a Stettino, Polonia

Un tempo l'Europa era coperta tra l'80% e il 90% dalle foreste, che si estendevano dal Mediterraneo all'Artico. Sebbene più della metà delle foreste originarie sia scomparsa nei secoli di colonizzazione, l'Europa ha ancora più di un quarto delle foreste mondiali, abeti nelle foreste della Scandinavia, vaste foreste di pini in Russia, castagno nel Caucaso, e la quercia nel Mediterraneo. Recentemente, la deforestazione si è arrestata e sono stati piantati molti alberi. Tuttavia, spesso, le conifere sono state preferite agli originali alberi decidui per via della loro rapidità di crescita. Le piantagioni e le monocolture coprono oggi vaste aree di terra e ciò lascia pochi habitat alle specie animali originarie delle foreste europee. L'estensione delle foreste originarie è ormai ridotta al 2-3% nell'Europa occidentale e al 5-10% nella Russia europea. Il paese meno coperto da foreste è l'Irlanda (8%), quello più coperto è la Finlandia (72%).
Nella terraferma, prevalgono le foreste decidue. Le specie più importanti sono il faggio, la betulla e la quercia. Nel nord, dove cresce la taiga, la betulla è molto comune. Nell'area mediterranea sono stati piantati un gran numero di ulivi che si adattano molto bene all'arido clima estivo. Un'altra specie comune nell'Europa Meridionale sono i cipressi. Le foreste di conifere prevalgono ad altitudini elevate, sopra il confine delle foreste, mentre nel nord della Russia e in Scandinavia, all'avvicinarsi dell'Artico, predomina la tundra. Le regioni semi-aride del mediterraneo ospitano anche piante del sottobosco. Una stretta lingua della prateria euroasiatica, la steppa, si estende dalla Russia meridionale e dall'Ucraina verso l'Ungheria nonché, attraverso la taiga, nel nord.
Sono endemiche europee due specie di palme, la Chamaerops humilis, detta anche palma nana o di San Pietro del Mediterraneo meridionale, e la Phoenix theophrasti o dattero di Creta, dell'isola omonima.
La più recente glaciazione e la presenza dell'uomo, hanno influenzato la distribuzione della fauna europea. In molte parti dell'Europa, predatori e grandi animali sono stati cacciati fino all'estinzione. Il mammut e l'uro si sono estinti, e oggi, lupi (carnivori) e orsi (onnivori), un tempo diffusi ovunque nel continente, sono a rischio di estinzione anche a causa della deforestazione che li ha costretti a ritirarsi sempre di più. Già nel Medioevo l'habitat degli orsi era limitato a montagne più o meno inaccessibili con sufficiente copertura boschiva. Oggi l'orso bruno vive principalmente nella penisola balcanica, nel nord e in Russia; altre regioni (Austria, Pirenei ecc.) sono ancora abitate da un numero minore di esemplari ma in queste aree la presenza è frammentaria e gli esemplari vivono emarginati a causa della distruzione del loro habitat. Nell'estremo nord dell'Europa si può trovare l'orso polare. Il lupo, il secondo più grande predatore in Europa dopo l'orso bruno, si può trovare principalmente nell'Europa Orientale e nei Balcani.
Altri carnivori importanti sono la lince eurasiatica, il gatto selvatico, le volpi (specialmente la volpe rossa), gli sciacalli, le martore. Diffusi sono anche ricci, serpenti (vipere, bisce, ecc.), diversi uccelli e mammiferi, come roditori, cervi, caprioli e cinghiali. Le zone montuose sono popolate, tra gli altri, da marmotte, stambecchi e camosci. Anche le creature marine sono importanti per la flora e la fauna europee. La flora marina è principalmente costituita da fitoplancton mentre tra le specie animali che popolano i mari europei vanno ricordati lo zooplancton, i molluschi, gli echinodermi, i crostacei, i calamari, i polpi, i pesci, i delfini e le balene. Alcuni animali, come i protei e i pipistrelli, vivono in grotte.

## Demografia

### Popolazione
La popolazione dell'Europa è di circa 723 000 000 abitanti. Comprendendo le regioni del versante settentrionale del Caucaso, non unanimemente considerate europee, gli abitanti sono invece circa 740 000 000, distribuiti su 10091000 km². La densità media è pari a circa 70,6 abitanti/km².
L'Europa, se da un lato è uno dei continenti più piccoli, dall'altro ha un'elevata densità di popolazione, seconda solo a quella dell'Asia.
Le cause di tale concentrazione sono da ricercarsi in molteplici fattori, in primo luogo la posizione geografica: l'Europa è infatti quasi del tutto compresa nella fascia temperata e l'80% del territorio è utilizzabile per l'agricoltura e le attività umane.
Nel corso dei secoli, il continente ha subito forti incrementi e decrementi di popolazione, legati agli avvenimenti storici. I primi dati attendibili risalgono all'era cristiana, quando si ritiene che in Europa vivessero 40 milioni di persone, concentrate sulle sponde del Mar Mediterraneo. In seguito alle invasioni barbariche provenienti da oriente ci fu un forte calo dovuto alle guerre continue, alle carestie e alle epidemie. Intorno all'anno 1000, grazie alla rinascita dell'agricoltura e alla conseguente ripresa economica, la popolazione si era nuovamente assestata sulle cifre dei secoli precedenti. A partire dall'XI secolo e fino agli inizi del XIV ci fu un costante aumento: dai circa 35 milioni di abitanti nell'anno 1000, si arrivò a 80 milioni nel 1330. Poco più tardi, però, questa crescita subì una battuta d'arresto a causa di diverse epidemie di peste, la più terribile quella del 1347, che fecero 20 milioni di vittime.
Nel Quattrocento la popolazione tornò ad aumentare e tale tendenza continuò ininterrottamente con la sola eccezione di una fase di stagnazione nella prima metà del XVII secolo.
Agli inizi del Settecento la popolazione era salita a 110-125 milioni. A permettere tale incremento era stato il forte calo del tasso di mortalità infantile, conseguenza a sua volta del miglioramento delle condizioni igieniche e sanitarie di gran parte della popolazione e del progresso economico conseguente alla rivoluzione industriale e alla rivoluzione agricola.
Da quella data in poi l'incremento demografico fu continuo nonostante l'emigrazione in altri continenti in seguito al quale, già nel 1800, avevano lasciato l'Europa 180 milioni di persone che divennero 390 milioni nel 1900, 500 milioni nel 1930, 540 milioni nel 1950 e 700 milioni nel 2000.
Dopo una fase di crescita zero, dal 2000 in poi in Europa è iniziato un declino demografico causato dalla diminuzione della natalità, caso unico al mondo in quanto tutti gli altri continenti registrano ritmi di crescita decisamente elevati.

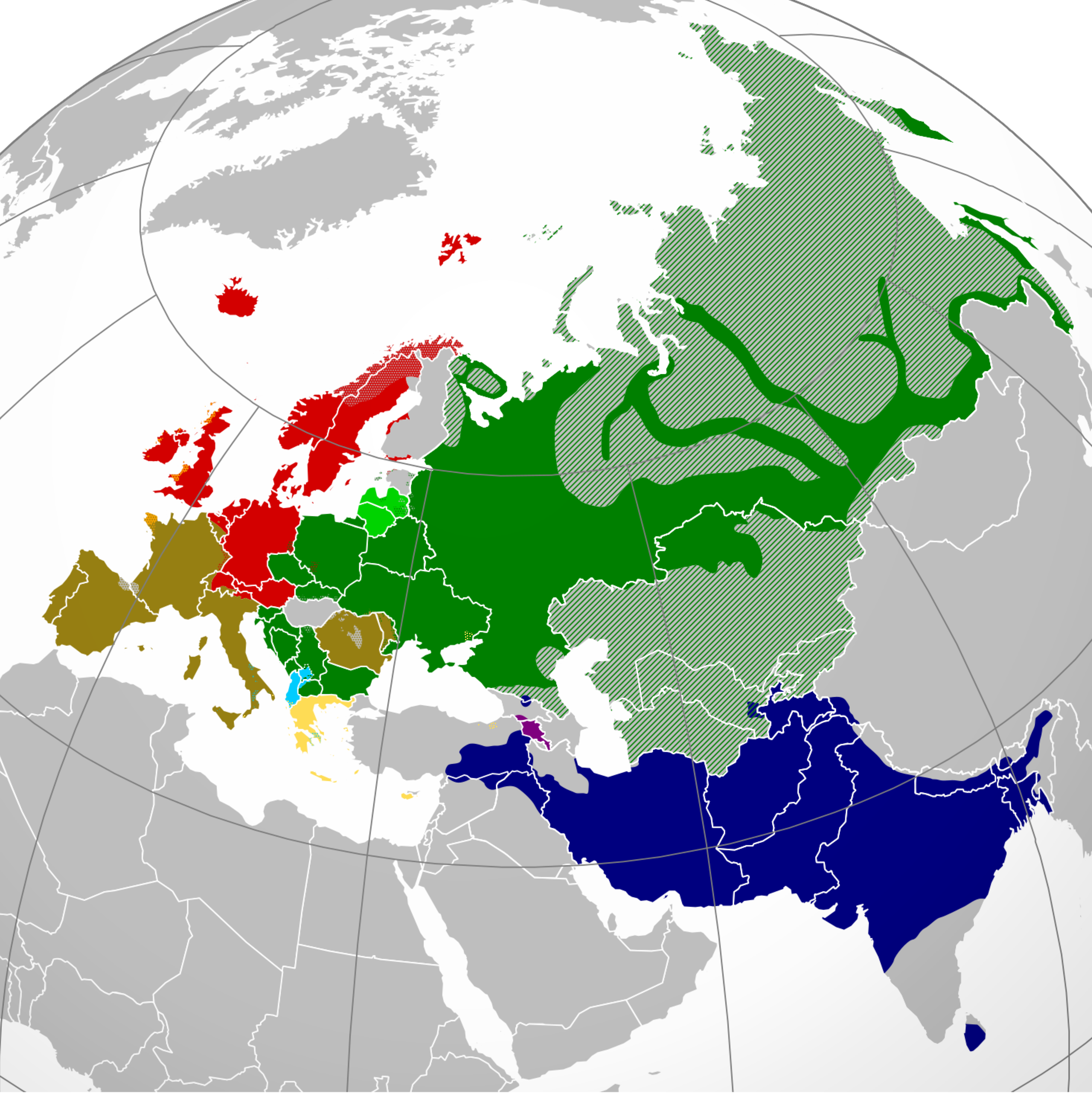
L'odierna distribuzione (approssimata) delle lingue indoeuropee all'interno delle zone originarie di Europa e Asia
Albanese
Armeno
Lingue baltiche
Celtiche
Germaniche
Greco
Indo-Iraniche
Romanze
Lingue slave
Lingue non indoeuropee

     Albanese
     Armeno
     Lingue baltiche
     Celtiche
     Germaniche
     Greco
     Indo-Iraniche
     Romanze
     Lingue slave
     Lingue non indoeuropee

### Lingue
I dialetti e le lingue romanze, parlate in Europa da quasi 300 milioni di persone, sono tutte scritte usando l'alfabeto latino e dovrebbero corrispondere a quello di tutte le varietà neolatine (dette dialetti romanzi) parlati all'interno della Romània. Alcune di queste lingue però hanno subito nel corso del tempo delle normalizzazioni (per il lungo uso, l'opera delle Accademie e dei grammatici nonché il peso della tradizione letteraria) e godono di uno status di ufficialità: il portoghese (con oltre 11 milioni di parlanti), lo spagnolo (con quasi 50 milioni di parlanti), il francese (con quasi 75 milioni di parlanti), l'italiano (con oltre 65 milioni di parlanti), il romeno (con quasi 25 milioni di parlanti) e il catalano (con quasi 10 milioni di parlanti).
A queste possiamo aggiungere le lingue alle quali è stato riconosciuto uno status di ufficialità in ambito locale, sebbene non abbiano ricevuto una normalizzazione o l'abbiano ricevuta incompleta o non unanimemente accettata dai locutori: il galiziano, il mirandese, l'occitano, il francoprovenzale o arpitano, l'aromeno, il sardo, il corso, il friulano, il ladino dolomitico, il romancio, l'asturiano, l'aragonese, il leonese, il limosino, il piccardo, il vallone, il normanno, il gallo, il ligure, il piemontese, il veneto, il lombardo, l'emiliano, il romagnolo, il napoletano, il siciliano, l'istrioto, il morlacco, l'istroromeno, il meglenoromeno e il giudeo-spagnolo. Ci sono anche dialetti che non hanno avuto alcuna normalizzazione, perché sono parlate da un numero molto ristretto di persone.
Le lingue germaniche, parlate da oltre 300 milioni di persone, usano l'alfabeto latino, a volte leggermente modificato. L'unica lingua germanica scritta con un alfabeto diverso dal latino è lo yiddish, che impiega l'alfabeto ebraico. Le lingue germaniche più diffuse in Europa sono l'inglese (parlato da oltre 70 milioni di persone) e il tedesco (con quasi 100 milioni di locutori). Altre lingue di rilevante importanza sono il nederlandese (con oltre 23 milioni di locutori) e le lingue scandinave, soprattutto danese (con oltre 5 milioni di parlanti), norvegese (con quasi 5 milioni di parlanti) e svedese (con quasi 10 milioni di parlanti). Sono stimate, inoltre, altre 53 lingue germaniche.
Le lingue slave sono parlate da oltre 315 milioni di persone abitanti in Europa centro-orientale e balcanica. Alcune lingue slave usano l'alfabeto latino con alcuni segni diacritici (bosniaco, ceco, croato, polacco, slovacco, sloveno), altre quello cirillico (bielorusso, bulgaro, macedone, russo, serbo, ucraino), con variazioni minime tra una lingua e l'altra.
Altre lingue indoeuropee al di fuori dei tre gruppi principali includono le lingue baltiche (lettone e lituano), le lingue celtiche (irlandese, gaelico scozzese, mannese, gallese, cornico e bretone), greco, armeno e albanese.
Una distinta famiglia non indoeuropea di lingue uraliche (estone, finlandese, ungherese, erza, komi, mari, mokša e udmurto) è parlata principalmente in Estonia, Finlandia, Ungheria e parti della Russia. Le lingue turche includono l'azero, il kazako e il turco, oltre alle lingue più minoritarie nell'Europa orientale e sud-orientale (gagauzo, turco, baschiro, ciuvascio, tataro di Crimea, caraciai-balcara, calmucco, nogai e tataro). Le lingue cartveliche (georgiano, mingrelio e svan) sono parlate principalmente in Georgia. Altre due famiglie linguistiche risiedono nel Caucaso settentrionale (nel quale si parlano il ceceno, l'avaro e lesgo e l'adighé). Il maltese è l'unica lingua semitica ufficiale all'interno dell'UE, mentre il basco è l'unica lingua europea isolata.

## Politica
La mappa politica dell'Europa deriva sostanzialmente dalla riorganizzazione dell'Europa successiva alle guerre napoleoniche nel 1815. La forma di governo prevalente in Europa è la democrazia parlamentare, nella maggior parte dei casi sotto forma di repubblica; nel 1815 la forma di governo prevalente era ancora la monarchia. Le restanti undici monarchie europee sono costituzionali.
L'integrazione europea è il processo di integrazione politica, giuridica, economica (e in alcuni casi sociale e culturale) degli Stati europei così come è stato perseguito dalle potenze promotrici del Consiglio d'Europa dalla fine della Seconda guerra mondiale. L'Unione europea è stata il fulcro dell'integrazione economica nel continente sin dalla sua fondazione. Più recentemente, l'Unione economica eurasiatica è stata istituita come controparte comprendente alcuni ex Stati sovietici.
27 Stati sono membri dell'Unione europea, 26 fanno parte dello spazio Schengen senza frontiere e 20 nella zona euro. Tra le organizzazioni europee minori ci sono il Consiglio nordico, il Benelux, l'Assemblea baltica, l'EuroMed e il Gruppo di Visegrád.

### Organizzazioni sovranazionali
UE: Unione europea (27 membri):
→ Paesi membri della zona euro (20 membri):
- Austria
- Belgio
- Cipro
- Croazia
- Estonia

- Finlandia
- Francia
- Germania
- Grecia
- Irlanda

- Italia
- Lettonia
- Lituania
- Lussemburgo
- Malta

- Paesi Bassi
- Portogallo
- Slovacchia
- Slovenia
- Spagna

→ Paesi non appartenenti alla zona euro (7 membri):
- Bulgaria
- Danimarca
- Polonia
- Rep. Ceca

- Romania
- Svezia
- Ungheria

→ Paesi che non sono membri dell'Unione europea, ma che hanno firmato accordi specifici con essa all'interno dell'Unione doganale dell'UE:
- Andorra
- Monaco

- San Marino
- Turchia

AELS: Associazione europea di libero scambio
- Islanda
- Liechtenstein

- Norvegia
- Svizzera

Consiglio d'Europa e Corte europea dei diritti dell'uomo (46 membri). Tutti quelli sopra elencati più i seguenti 11 paesi:
- Albania
- Armenia
- Azerbaigian
- Bosnia ed Erzegovina
- Regno Unito
- Georgia

- Macedonia del Nord
- Moldavia
- Montenegro
- Serbia
- Ucraina

V4: Gruppo di Visegrád
- Polonia
- Rep. Ceca

- Slovacchia
- Ungheria

Consiglio nordico:
- Danimarca
- Svezia
- Norvegia

- Finlandia
- Islanda

EuroMed (9 membri)
- Francia
- Italia
- Portogallo
- Spagna
- Grecia

- Cipro
- Malta
- Slovenia
- Croazia

Assemblea baltica:
- Estonia
- Lettonia
- Lituania

Benelux:
- Belgio
- Paesi Bassi
- Lussemburgo

La Bielorussia e il Vaticano non sono membri di alcuna organizzazione sovranazionale europea. Tuttavia, il Vaticano ha lo status di osservatore nel Comitato dei Ministri del Consiglio d'Europa e fa anche parte della zona euro, mentre la Bielorussia è candidata a far parte del Consiglio d'Europa dal 1993. La Russia è stata espulsa dal Consiglio d'Europa nel 2022.
- EFTA: Accordo centroeuropeo di libero scambio
- CCRE: Consiglio dei comuni e delle Regioni d'Europa
- CECA: Comunità europea del carbone e dell'acciaio
- CE: Comunità Europea
- OCSE: Organizzazione per la cooperazione economica europea
- SEE: Spazio economico europeo

### Città principali e aree urbane
Le quattro aree urbane più grandi d'Europa sono Istanbul, Mosca, Parigi e Londra, ciascuna con oltre 10 milioni di residenti, e come tali sono state descritte come megalopoli. Istanbul ha la popolazione totale più alta ma trovandosi in parte in Asia rende Mosca la città più popolosa dell'intera Europa. In ordine di popolazione, seguono San Pietroburgo, Madrid, Berlino e Roma.

## Economia

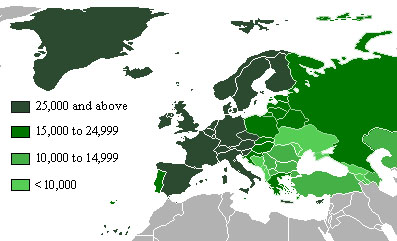
Stati europei per prodotto interno lordo nel 2006

L'economia d'Europa comprende più di 732 milioni di persone in 48 diversi Stati. Come in altri continenti la ricchezza degli stati in Europa varia, anche se gli stati più poveri sono ben al di sopra dei più poveri stati di altri continenti in termini di prodotto interno lordo e qualità di vita. La differenza di ricchezza in Europa può essere visto grossomodo durante la guerra fredda, dove si può notare il divario tra paesi come: Portogallo, Slovenia e Repubblica Ceca. Mentre gran parte degli Stati europei hanno un PIL pro capite superiore alla media del mondo e sono molto sviluppate (Liechtenstein, Lussemburgo, Principato di Monaco, Andorra, Norvegia, Svezia, Paesi Bassi, Svizzera), alcune economie europee, nonostante la loro posizione superiore alla media mondiale (tranne per la Turchia) hanno un Indice di sviluppo Umano (Armenia, Kosovo, Macedonia del Nord, Ucraina, Azerbaigian, Georgia, Bosnia-Erzegovina, Albania, Kazakistan) al di sotto dei paesi europei più ricchi.
L'Europa è una delle zone più ricche del globo: troviamo infatti grandi potenze dal punto di vista economico, quali Germania, Italia, Francia, Regno Unito, Russia e Spagna, che detengono un prodotto interno lordo nominale molto alto. L'economia europea può essere geograficamente divisa in due grandi zone: quella occidentale, caratterizzata da economie fortissime e valori di sviluppo alti, e quella orientale, in cui la ricchezza decresce verso Est, pur essendovi economie caratterizzate da un forte tasso di crescita. Grazie alla sua varietà di luoghi e di storia, l'Europa ha tutti i settori economici molto sviluppati: l'agricoltura, con il Bassopiano Sarmatico, il Bassopiano Francese, la Pianura Padana, il Bassopiano Germanico e le pianure spagnole, l'industria, con le aree di Parigi, Berlino, della Renania Settentrionale-Vestfalia, Londra, Mosca, Istanbul (in parte in territorio asiatico), Barcellona, dell'Italia del centro-nord e molte altre, e il settore terziario, in cui, oltre alle attività finanziarie, assicurative e bancarie, spicca il turismo: infatti in Europa vi sono 3 delle nazioni più visitate al mondo: Italia, Spagna e Francia. Il turismo è uno dei settori più sviluppati dell'economia del continente. L'Europa è infatti il continente che concentra le più svariate e visitate attrazioni turistiche al mondo, potendo contare sui suoi millenni di storia che le hanno tramandato innumerevoli vestigia monumentali, città d'arte, ma vanta anche attrazioni paesaggistiche, naturalistiche, parchi di divertimento.

### Trasporti

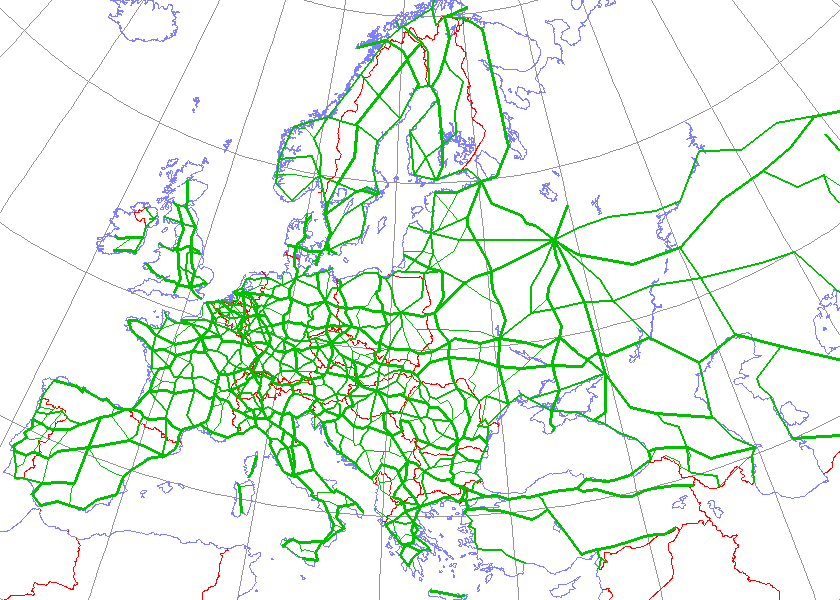
Strade europee (i confini delineati sono quelli del 1990)

Rispetto ad altri continenti, L'Europa ha una notevole densità di vie di comunicazione stradali, ferroviarie e marittime; sul suo territorio si sono aperte le prime ferrovie ed autostrade e si trovano qui molti tra i più importanti porti e aeroporti mondiali.
A partire dalla rivoluzione industriale, i numerosi stati europei hanno sviluppato un elevato livello di cooperazione per lo sviluppo e la manutenzione delle reti di trasporto, superando la frammentazione politica del continente. Organizzazioni sovranazionali e intergovernative, come l'Unione europea, il Consiglio d'Europa e l'Organizzazione per la sicurezza e la cooperazione in Europa hanno portato allo sviluppo di norme ed accordi internazionali che hanno semplificato l'attraversamento delle frontiere interne, permettendo alle persone e alle merci di passare da uno stato all'altro con una notevole facilità. Dal 1990, in particolare, con gli accordi di Schengen, in venticinque paesi europei ("area Schengen") oggi è possibile viaggiare liberamente senza controlli doganali. Il trasporto di merci ha un alto livello di compatibilità intermodale e lo spazio economico europeo è caratterizzato dalla libera circolazione delle merci in trenta stati.

## Cultura
L'Europa comprende molteplici culture; solo dal punto di vista religioso convivono cristianesimo ortodosso, cattolicesimo, protestantesimo, ma anche giudaismo e Islam; molti hanno affermato di individuare le linee di faglie culturali in tutto il continente. Andreas Kaplan descrive l'Europa come un continente che "possiede una massima diversità culturale in distanze geografiche minime". La questione di descrivere una "cultura comune europea" o dei "valori comuni europea" è così molto complessa.
Le fondamenta delle moderne culture europee sono state poste dai Greci, rafforzate in seguito dai Romani e stabilizzate dal cristianesimo; nel XIV secolo queste culture fondanti sono state reinterpretate durante il Rinascimento e la Riforma protestante; in seguito, la rivoluzione scientifica e l'Illuminismo rilessero criticamente tutta l'eredità culturale europea. Contribuirono a formare la cultura europea attuale anche il Romanticismo e le ideologie socialista e comunista.
La cultura e il modo di vivere europei, attraverso il colonialismo, si sono diffusi in tutto il pianeta e tra XX e XXI secolo si è trasformata in cultura globale.

### Religione

Le percentuali si riferiscono alle persone in ogni Paese che hanno risposto "Credo che Dio esista" in un sondaggio condotto da Eurobarometro nel 2005. I Paesi contrassegnati in grigio non sono stati inclusi nel sondaggio.

La religione in Europa è stata determinante per la grande influenza avuta su arte, cultura, filosofia e diritto. La più grande religione in Europa da almeno un millennio e mezzo è stato il cristianesimo. Una serie di paesi dell'Europa meridionale e orientale hanno maggioranze musulmane. Comunità minori includono l'ebraismo, il buddhismo, il sikhismo, l'induismo, soprattutto in Regno Unito e Francia.
Insieme ai 555 milioni di cristiani (di cui 269 cattolici, 170 ortodossi, 80 protestanti, 30 anglicani) vivono in Europa 32 milioni di musulmani; 3,4 milioni di ebrei; 1,6 milioni di induisti; 1,5 milioni di buddisti e 500 000 sikh.

## Stati europei
Le tabelle sottostanti riportano l'elenco alfabetico dei Paesi europei, che compaiono anche nella carta visibile sopra.
Questi sono, per la maggior parte, europei sia dal punto di vista geografico che storico-culturale; altri, invece, si trovano in una situazione particolare:
- La Russia, per motivi storici e culturali, è considerata un paese europeo, pur essendo transcontinentale e avendo la maggior parte del suo territorio in Asia. Questo è anche il criterio storico-culturale seguito nel geoschema della Commissione statistica delle Nazioni Unite[68] Nella carta geografica soprastante è segnata in bianco solo la Russia europea, seguendo la convenzione che pone i confini tra Europa ed Asia lungo lo spartiacque del Gran Caucaso.
- La Turchia e il Kazakistan sono dei paesi transcontinentali con una parte maggioritaria dei loro territori che ricade in Asia e in misura minore in Europa; inoltre le loro capitali sono in territori considerati asiatici (nella carta geografica soprastante è segnata in bianco solo la loro parte europea). La Commissione statistica delle Nazioni Unite, nel suo geoschema, inserisce la Turchia nella regione geografica dell'Asia occidentale e il Kazakistan nella regione dell'Asia centrale[68]. Da un punto di vista politico, la Turchia è membro del Consiglio d'Europa dal 1949 e ha ottenuto la status ufficiale di paese candidato all'adesione all'Unione europea[N 9].
- Cipro appartiene geograficamente all'Asia; dal punto di vista politico è membro del Consiglio d'Europa e dell'Unione europea[N 10]. La Commissione statistica delle Nazioni Unite, nel suo geoschema, inserisce Cipro nella regione geografica dell'Asia occidentale[68].
- L'Armenia appartiene geograficamente all'Asia. La Commissione statistica delle Nazioni Unite, nel suo geoschema, inserisce l'Armenia nella regione geografica dell'Asia occidentale[68]. Dal punto di vista politico dal 2001 è membro del Consiglio d'Europa e fa parte del Partenariato orientale dell'Unione europea.[70]
- La Georgia e l'Azerbaigian sono geograficamente asiatici o transcontinentali a seconda di quale confine convenzionale tra Europa e Asia si segua. Considerando come confine Europa-Asia la depressione del Kuma-Manyč[71] essi sono paesi asiatici; seguendo invece come confine lo spartiacque del Gran Caucaso[35], sono paesi transcontinentali. La Commissione statistica delle Nazioni Unite, nel suo geoschema, inserisce i due paesi nella regione geografica dell'Asia occidentale[68]. Da un punto di vista politico, i due stati sono membri del Consiglio d'Europa, del quale sono entrati a far parte nel 1999 (la Georgia) e nel 2001 (l'Azerbaigian)[N 11] e del Partenariato orientale dell'Unione europea.[70]
- Per gli stati non riconosciuti dell'Abcasia e dell'Ossezia del Sud valgono le stesse considerazioni già esposte a proposito di Georgia e Azerbaigian.
- La Groenlandia, nazione costituente del Regno di Danimarca, fa geograficamente parte dell'America del Nord.

### Superficie, popolazione e densità degli Stati europei
L'elenco che segue include tutti i paesi sovrani riconosciuti a livello internazionale che rientrano anche parzialmente in qualsiasi definizione geografica o politica comune dell'Europa.
     fondo bianco: paesi europei e territori europei di paesi transcontinentali
     fondo verde chiaro: dati complessivi dei paesi transcontinentali (Russia, Kazakistan e Turchia)
     fondo grigio: paesi geograficamente asiatici che sono membri del Consiglio d'Europa o dell'Unione Europea (Armenia e Cipro)
     fondo celeste: paesi che hanno una piccola parte dei loro territori in Europa, ma solo secondo la convenzione che pone il confine Europa-Asia sullo spartiacque del Gran Caucaso (Georgia e Azerbaigian)
|    | Stato | Membro dell'U.E.          | Superficie, km² | Popolazione, abitanti (2014) | Densità, abitanti per km² | Capitale           |
| -- | --- | ------------------------- | --------------- | ---------------------------- | ------------------------- | ------------------ |
| 1  | Albania | -                         | 28 748          | 2 832 439                    | 103,0                     | Tirana             |
| 2  | Andorra | -                         | 468             | 80 088                       | 170,0                     | Andorra la Vella   |
| 3  | Armenia | -                         | 29 743          | 2 777 970                    | 98,0                      | Erevan             |
| 4  | Austria | Unione europea (bandiera) | 83 871          | 8 958 960                    | 109,0                     | Vienna             |
| 5  | Azerbaigian | -                         | 86 600          | 10 412 651                   | 126,0                     | Baku               |
| 6  | Belgio | Unione europea (bandiera) | 30 528          | 11 686 140                   | 386,0                     | Bruxelles          |
| 7  | Bielorussia | -                         | 207 600         | 9 498 238                    | 47,0                      | Minsk              |
| 8  | Bosnia ed Erzegovina | -                         | 51 197          | 3 210 847                    | 63,0                      | Sarajevo           |
| 9  | Bulgaria | Unione europea (bandiera) | 110 879         | 6 687 717                    | 62,0                      | Sofia              |
| 10 | Rep. Ceca | Unione europea (bandiera) | 78 867          | 10 495 295                   | 135,7                     | Praga              |
| 11 | Cipro | Unione europea (bandiera) | 9 251           | 1 260 138                    | 136                       | Nicosia            |
| 12 | Città del Vaticano | -                         | 0,44            | 1 000                        | 2 272,7                   | Città del Vaticano |
| 13 | Croazia | Unione europea (bandiera) | 56 594          | 4 169 239                    | 73,6                      | Zagabria           |
| 14 | Danimarca | Unione europea (bandiera) | 44 487          | 5 910 913                    | 139,0                     | Copenaghen         |
| 15 | Estonia | Unione europea (bandiera) | 45 228          | 1 322 765                    | 31,0                      | Tallinn            |
| 16 | Finlandia | Unione europea (bandiera) | 338 145         | 5 545 475                    | 18,0                      | Helsinki           |
| 17 | Francia | Unione europea (bandiera) | 551 500         | 64 756 584                   | 118,0                     | Parigi             |
| 18 | Georgia | -                         | 69 700          | 3 728 282                    | 54,0                      | Tbilisi            |
| 19 | Germania | Unione europea (bandiera) | 357 022         | 83 294 633                   | 239,0                     | Berlino            |
| 20 | Grecia | Unione europea (bandiera) | 131 957         | 10 341 277                   | 80,0                      | Atene              |
| 21 | Irlanda | Unione europea (bandiera) | 70 273          | 5 056 935                    | 73,0                      | Dublino            |
| 22 | Islanda | -                         | 103 000         | 375 318                      | 4,0                       | Reykjavík          |
| 23 | Italia | Unione europea (bandiera) | 301 340         | 58 870 762                   | 200,0                     | Roma               |
| 24 | Kazakistan (parte europea) | -                         | 145 908         | 715 600                      | 4,9                       |                    |
|    | Kazakistan (totale) | -                         | 2 724 900       | 19 606 633                   | 7,0                       | Astana             |
| 25 | Lettonia | Unione europea (bandiera) | 64 589          | 1 830 211                    | 29,0                      | Riga               |
| 26 | Liechtenstein | -                         | 160             | 39 584                       | 247,0                     | Vaduz              |
| 27 | Lituania | Unione europea (bandiera) | 65 300          | 2 718 352                    | 43,0                      | Vilnius            |
| 28 | Lussemburgo | Unione europea (bandiera) | 2 586           | 654 768                      | 253,0                     | Lussemburgo        |
| 29 | Macedonia del Nord | -                         | 25 713          | 2 085 679                    | 83,0                      | Skopje             |
| 30 | Malta | Unione europea (bandiera) | 316             | 535 064                      | 1 672,0                   | La Valletta        |
| 31 | Moldavia | -                         | 33 851          | 3 250 532                    | 96,0                      | Chișinău           |
| 32 | Monaco | -                         | 2               | 36 297                       | 24 360                    | Monaco             |
| 33 | Montenegro | -                         | 13 812          | 626 485                      | 47,1                      | Podgorica          |
| 34 | Norvegia | -                         | 323 802         | 5 474 360                    | 15,0                      | Oslo               |
| 35 | Paesi Bassi | Unione europea (bandiera) | 41 543          | 17 618 299                   | 522,0                     | Amsterdam          |
| 36 | Polonia | Unione europea (bandiera) | 312 685         | 41 026 067                   | 134,0                     | Varsavia           |
| 37 | Portogallo | Unione europea (bandiera) | 92 090          | 10 247 605                   | 112,0                     | Lisbona            |
| 38 | Regno Unito | -                         | 243 610         | 67 736 802                   | 280,0                     | Londra             |
| 39 | Romania | Unione europea (bandiera) | 238 391         | 19 892 812                   | 86,0                      | Bucarest           |
| 40 | Russia (parte europea) |                           | 3 711 747       | 90 472 563                   | 24,3                      |                    |
|    | Russia (totale) | -                         | 17 098 242      | 144 444 359                  | 9,0                       | Mosca              |
| 41 | San Marino | -                         | 61              | 33 642                       | 561                       | San Marino         |
| 42 | Serbia | -                         | 88 361          | 7 149 077                    | 82,0                      | Belgrado           |
| 43 | Slovacchia | Unione europea (bandiera) | 49 035          | 5 795 199                    | 121,0                     | Bratislava         |
| 44 | Slovenia | Unione europea (bandiera) | 20 273          | 2 119 675                    | 105,0                     | Lubiana            |
| 45 | Spagna | Unione europea (bandiera) | 505 370         | 47 519 628                   | 95,0                      | Madrid             |
| 46 | Svezia | Unione europea (bandiera) | 450 295         | 10 612 086                   | 26,0                      | Stoccolma          |
| 47 | Svizzera | -                         | 41 277          | 8 796 669                    | 223,0                     | Berna              |
| 48 | Turchia (parte europea) | -                         | 23 703          | 10 840 476                   | 457,3                     |                    |
|    | Turchia (totale) | -                         | 783 562         | 85 816 199                   | 112,0                     | Ankara             |
| 49 | Ucraina | -                         | 603 550         | 36 744 634                   | 63,0                      | Kiev               |
| 50 | Ungheria | Unione europea (bandiera) | 93 028          | 10 156 239                   | 112,0                     | Budapest           |
|    | TOTALE SEGUENDO IL CONFINE DELLA DEPRESSIONE DEL KUMA-MANYČ Inclusi i territori europei di Turchia e Kazakistan. Inclusi i territori della Russia a nord della depressione del Kuma-Manyč e ad ovest degli Urali e del fiume Ural Esclusi i paesi a sud della depressione del Kuma-Manyč: Azerbaigian, Georgia. Esclusi i paesi geograficamente asiatici secondo entrambe le convenzioni sul confine europeo: Armenia, Cipro |                           | 9 772 423,44    | 696 237 112                  | 71,24                     |                    |
|    | TOTALE SEGUENDO IL CONFINE DELLO SPARTIACQUE DEL GRAN CAUCASO Inclusi i territori europei di Turchia e Kazakistan. Inclusi i territori della Russia a nord del Gran Caucaso e ad ovest degli Urali e del fiume Ural Inclusi i territori di Azerbaigian e Georgia a nord del Gran Caucaso Esclusi i paesi geograficamente asiatici secondo entrambe le convenzioni sul confine europeo: Armenia, Cipro                        |                           | 10 035 477,44   | 712 906 937                  | 71,03                     |                    |

### Dipendenze o territori con status speciali
|   | Stato di appartenenza | Nome                 | Status                                                 | Superficie, km² | Popolazione, abitanti (2014) | Densità, abitanti per km² | Capoluogo           |
| - | --------------------- | -------------------- | ------------------------------------------------------ | --------------- | ---------------------------- | ------------------------- | ------------------- |
| 2 | Norvegia              | Svalbard e Jan Mayen | Territorio non incorporato con trattato internazionale | 62 081          | 1 872                        | 0,03                      | Longyearbyen        |
| 3 | Regno Unito           | Akrotiri e Dhekelia  | Territorio britannico d'oltremare                      | 254             | 14 500                       | 58,3                      | Episkopi Cantonment |
| 4 | Regno Unito           | Gibilterra           | Territorio britannico d'oltremare                      | 6,5             | 29 185                       | 4 490                     | Gibilterra          |
| 5 | Regno Unito           | Guernsey             | Dipendenza della Corona britannica                     | 78,0            | 65 849                       | 844                       | Saint Peter Port    |
| 6 | Regno Unito           | Jersey               | Dipendenza della Corona britannica                     | 116,0           | 96 513                       | 832                       | Saint Helier        |
| 7 | Regno Unito           | Isola di Man         | Dipendenza della Corona britannica                     | 572             | 86 866                       | 151,9                     | Douglas             |
|   | TOTALE                |                      |                                                        | 63 107,5        | 294 785                      | 4,6                       |                     |

### Superficie, popolazione e densità degli Stati transcontinentali unanimemente riconosciuti
|       | Stato                                                       | Superficie, km² | Popolazione, abitanti (2014) | Densità, abitanti per km² | Capitale |
| ----- | ----------------------------------------------------------- | --------------- | ---------------------------- | ------------------------- | -------- |
| 1     | Kazakistan (parte europea)                                  | 145 908         | 715 600                      | 4,9                       | [ N 31 ] |
| 1/bis | Kazakistan (territorio totale)                              | 2 724 902       | 17 498 145                   | 6,4                       | Astana   |
| 2     | Russia (parte europea)                                      | 3 711 747       | 90 472 563                   | 24,3                      |          |
| 2/bis | Russia (territorio totale)                                  | 17 098 242      | 143 975 923                  | 8,4                       | Mosca    |
| 3     | Turchia (parte europea)                                     | 23 703          | 10 840 476                   | 457,3                     | [ N 33 ] |
| 3/bis | Turchia (territorio totale)                                 | 783 562         | 77 695 904                   | 97,0                      | Ankara   |
|       | TOTALE Kazakistan europeo, Turchia europea e Russia europea | 3 881 358       | 102 028 639                  | 26,29                     |          |
|       | TOTALE Interi stati                                         | 20 606 706      | 239 169 972                  | 11,60                     |          |

### Superficie, popolazione e densità degli Stati del Caucaso
|   | Stato       | Superficie, km² | Popolazione, abitanti (2014) | Densità, abitanti per km² | Capitale |
| - | ----------- | --------------- | ---------------------------- | ------------------------- | -------- |
| 1 | Armenia     | 29 800          | 2 974 693                    | 101,5                     | Erevan   |
| 2 | Azerbaigian | 86 600          | 9 624 900                    | 105,8                     | Baku     |
| 3 | Georgia     | 69 700          | 4 352 244                    | 66,0                      | Tbilisi  |
|   | TOTALE      | 186 100         | 16 951 837                   | 91                        |          |

### Superficie, popolazione e densità degli Stati a riconoscimento limitato
All'interno degli stati sopra menzionati ci sono diversi paesi de facto indipendenti con riconoscimento internazionale limitato o nullo. Nessuno di essi è membro delle Nazioni Unite:
|   | Stato           | Superficie, km² | Popolazione, abitanti (2014) | Densità, abitanti per km² | Capitale     |
| - | --------------- | --------------- | ---------------------------- | ------------------------- | ------------ |
| 1 | Abcasia         | 8 432           | 242 862                      | 29,0                      | Sukhumi      |
| 2 | Cipro del Nord  | 3 355           | 264 172                      | 78,0                      | Nicosia Nord |
| 3 | Kosovo          | 10 894          | 1 859 203                    | 170,8                     | Pristina     |
| 4 | Ossezia del Sud | 3 900           | 55 000                       | 18,0                      | Tskhinvali   |
| 5 | Transnistria    | 4 163           | 505 153                      | 121,3                     | Tiraspol     |
|   | TOTALE          | 42 202          | 3 069 390                    | 72,7                      |              |

## Santo Patrono
Secondo la fede cattolica, il santo patrono dell'Europa e protettore degli europei è San Benedetto da Norcia.

## Sport

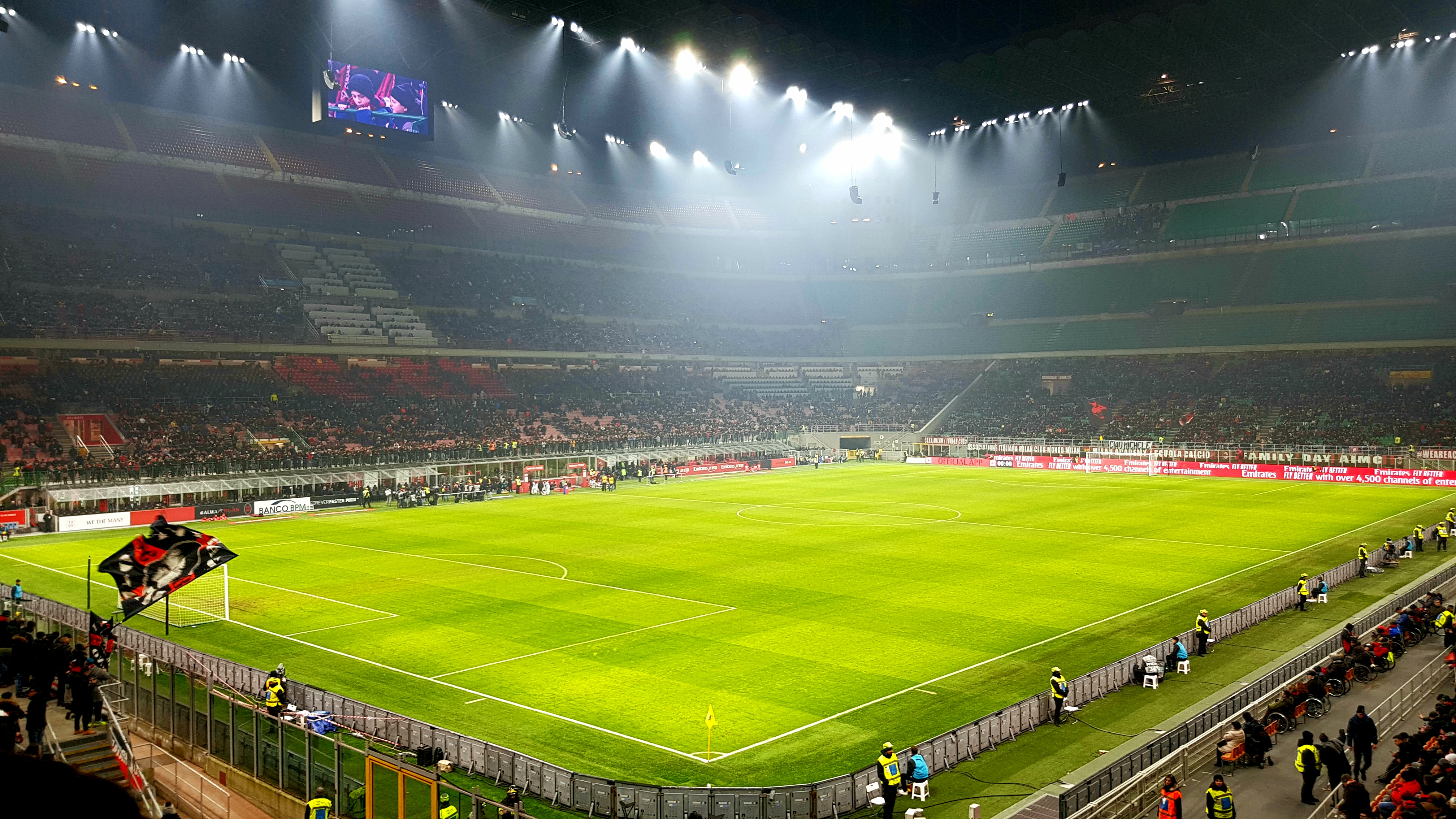
Veduta dello Stadio Giuseppe Meazza di Milano prima di una partita di calcio

In Europa gli sport più praticati e seguiti sono diversi. Sicuramente fra i più popolari vi sono il calcio, la pallacanestro, l'automobilismo, il motociclismo, la pallavolo, il tennis, il ciclismo.
Il calcio rappresenta sia a livello dilettantistico che a livello professionistico lo sport europeo per eccellenza. Sono infatti famose le competizioni nazionali ed internazionali per club, come la UEFA Champions League, e per nazione, come il Campionato europeo di calcio. Per la pallacanestro sono invece famose le competizioni internazionali come l'Euroleague Basketball. Sono inoltre numerosi gli stati del vecchio continente che ospitano gran premi automobilistici e motociclistici.